# 足立区
足立区（あだちく）は、東京都の区部北東部に位置する特別区。

## 概要
東京都区部（東京23区）の北東部に位置し、隅田川と荒川に挟まれた千住地区と、面積の大半を占める荒川以北の地区に分かれている。かつては陸続きだったが大正期に荒川放水路が建設されて分断された。東京23区最北端に位置している。
足立の地名は、大化の改新（645年）後に制定された地名「武蔵国足立郡」に由来する。現在の足立区から埼玉県北部にまたがる広大な地域で、さいたま市大宮付近に郡衙（政庁）があったという。
荒川の南に位置する千住地区は、江戸時代には日光街道と奥州街道の宿場町「千住宿」であり、古くから賑わっていた。現在は日本有数のターミナル駅である北千住駅を中心として区内随一の繁華街となっている。比較的静かだった東口も、東京電機大学などが神田から移転してきたことで活気がでてきた。現在も西口・東口共に再開発が行われており、超高層ビルやタワーマンション、大型商業施設の建設ラッシュとなっている。
荒川の北では竹ノ塚が商業の中心地となっていたが、隣の西新井駅前で大規模な再開発が行われて新しい商業施設が複数開業した。一方、江北では区内初の大学病院となる東京女子医科大学附属足立医療センターが、花畑でも文教大学東京あだちキャンパスがそれぞれ開業した。現在は、竹ノ塚・六町・綾瀬・北綾瀬を中心に再開発が急ピッチで行われており、大型商業施設や複合商業施設、タワーマンション等の建設が次々と進められている。
近年は観光需要の獲得にも力を入れており、足立区は千住地区・舎人公園・西新井大師エリアを重要な観光拠点と定め、SNS等を用いて積極的に宣伝している。その結果、観光客数は年々増加している。特に、足立の花火は毎年70万人以上が訪れる人気の花火大会となっている。

## 地理

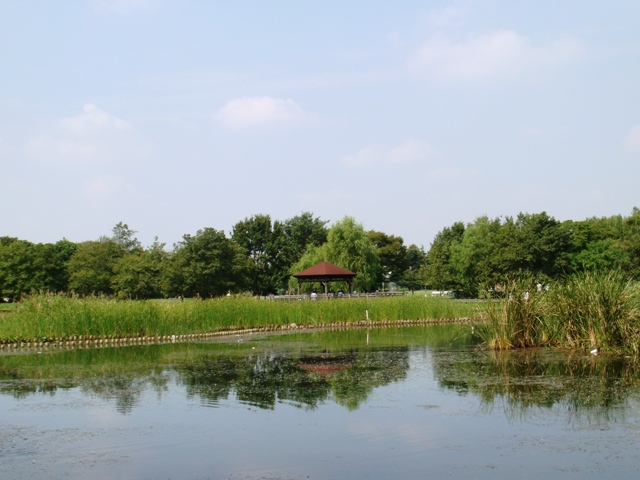
舎人公園

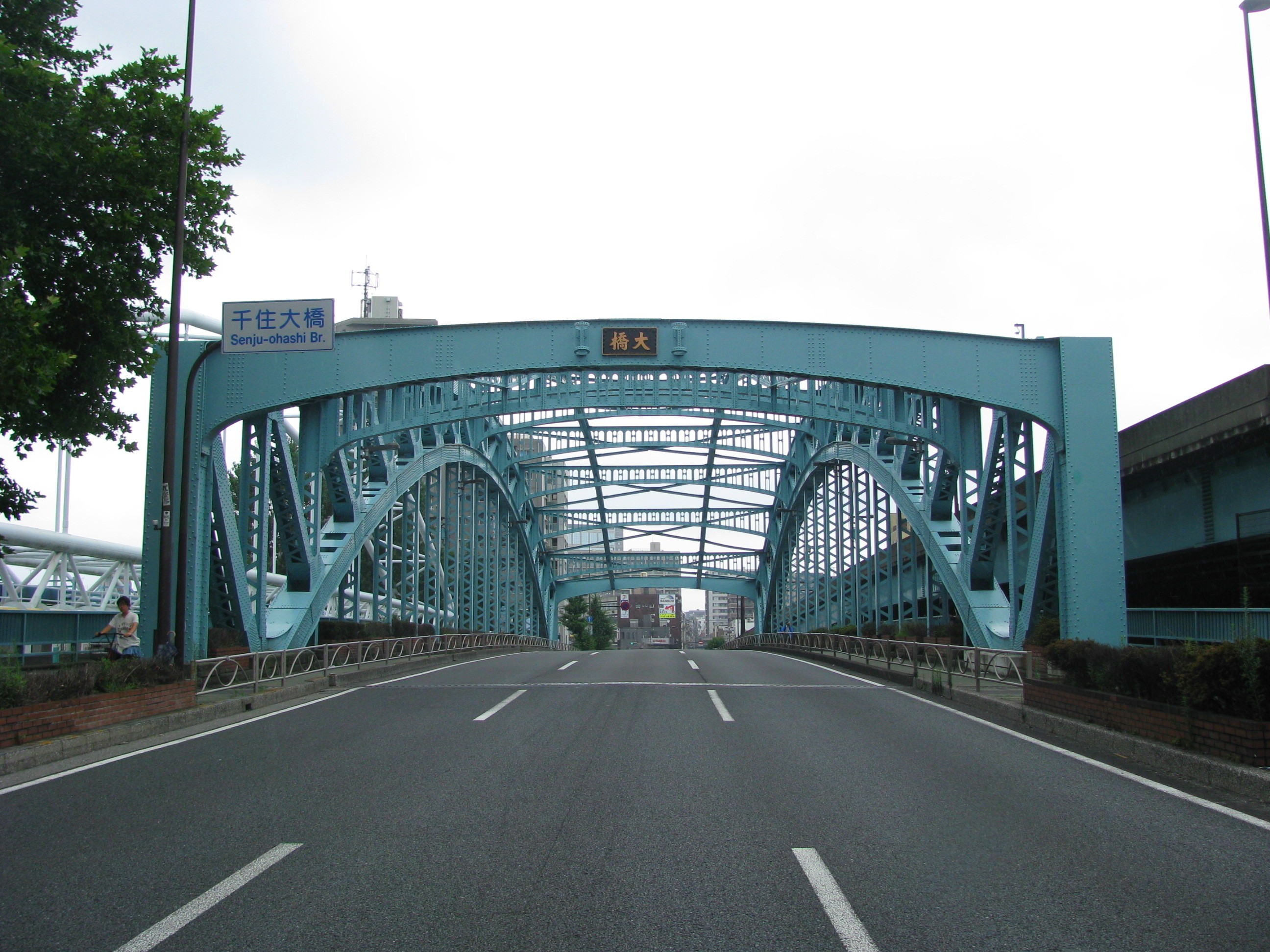
千住大橋

### 地形
足立区は平担で川が多いのが特徴である。
特に南部の千住地区・五反野地区・綾瀬地区には海抜0m未満の地域がある。

#### 河川
主な河川と橋梁
- 隅田川：新神谷橋、新田橋、新豊橋、豊島橋、小台橋、尾久橋、尾竹橋、千住大橋、常磐線、つくばエクスプレス、東京地下鉄日比谷線、千住汐入大橋
  - 南岸は概ね北区、荒川区であり、北岸の新田、宮城、小台、千住の各地区は、北側を平行して流れる荒川にはさまれた帯状の地域となっている。
- 荒川：鹿浜橋、五色桜大橋（首都高速道路中央環状王子線）、江北橋、扇大橋、西新井橋、千住新橋、千住鉄橋（東京メトロ千代田線、常磐線、つくばエクスプレス）、東武伊勢崎線、京成本線、堀切橋
  - 当区内の流域は水害防止のため荒川放水路として隅田川に並行して掘削された人工河川であるため河川敷が広くとられており、氾濫防止のため堤防が高く設けられ、橋の数は交通量に比して少ない。
- 綾瀬川：桑袋大橋、浮花橋、内匠橋、新加平橋、綾瀬新橋、五兵衛新橋、伊藤谷橋、東京地下鉄千代田線、常磐線
- 中川：飯塚橋
  - 東岸は概ね葛飾区である。
- 新芝川：入谷大橋、南平大橋
  - 西岸は概ね川口市であるが、同市東領家の一部は東岸である。
- 毛長川：中居橋、砂小橋、舎人二つ橋、毛長橋、谷塚橋、東武伊勢崎線、毛長堀橋、水神橋、花畑大橋、鷲宮橋
  - 北岸は概ね草加市である。

### 気候
東京23区最北端で四方を川に囲まれる足立区は、都心部と比べて寒暖差が激しいのが特徴である。
夏季はヒ一トアイランド現象と川が多いことによる湿度の高さから厳しい暑さとなる為、猛暑日が多い。近年は40℃に迫ることも増えており、2004年7月20日区内江北で最高気温42.7℃を記録した。
冬季は都心部と比べて寒さが厳しい。足立区は川が多いことから放射冷却が発生しやすく、都心よりも気温が氷点下になりやすい。また、毎年1〜3月にかけて南岸低気圧が関東に接近する際は、都心は雨やみぞれであっても、気温が低い足立区では雪となりやすく、積雪を伴う場合も多い。2014年2月14日に発生した平成26年豪雪では、千代田区北の丸公園で39cmだったのに対し、足立区舎人公園では68cmという積雪を記録している。

### 地域

#### 町名
区内の町丁数は268で、これは東京都区部の中で世田谷区の277についで2番目に多い（典拠、東京都総務局統計部人口統計課　編集・発行「住民基本台帳による東京都の世帯と人口」平成22年1月分、平成22年3月発行、P.22より）。

### 人口
2005年に夜間人口（居住者）は622,500人であるが、区外からの通勤者と通学生および居住者のうちの区内に昼間残留する人口の合計である昼間人口は539,309人で昼は夜の0.866倍の人口になる。通勤者で見ると区内から区外への通勤者は153,863人、区外から区内への通勤者は87,847人と労働人口の通勤では区内から区外へ出る通勤者の方が多い（東京都編集『東京都の昼間人口2005』平成20年発行140,141ページ。国勢調査では年齢不詳のものが東京都だけで16万人いる。上のグラフには年齢不詳のものを含め、昼夜間人口に関しては年齢不詳の人物は数字に入っていないので数字の間に誤差は生じる）。
総人口690，114人、総世帯365，583
住民基本台帳 世帯数365，583（男328，476人、女325，590人、男女計654，006人）
外国人登録数 世帯数24，835（男17，039人、女19，009人、男女計36，048人）
足立区公式サイト「足立区の町丁別の世帯と人口（最新版）」2023（令和5年）1月1日現在 による
| |                                        |  |
| 足立区と全国の年齢別人口分布（2005年） | 足立区の年齢・男女別人口分布（2005年） |  |
| ■紫色 ― 足立区 ■緑色 ― 日本全国 | ■青色 ― 男性 ■赤色 ― 女性              |  |
| 足立区（に相当する地域）の人口の推移 \| 1970年（昭和45年） \| 571,791人 \| \| \| 1975年（昭和50年） \| 609,025人 \| \| \| 1980年（昭和55年） \| 619,961人 \| \| \| 1985年（昭和60年） \| 622,640人 \| \| \| 1990年（平成2年） \| 631,163人 \| \| \| 1995年（平成7年） \| 622,270人 \| \| \| 2000年（平成12年） \| 617,123人 \| \| \| 2005年（平成17年） \| 624,807人 \| \| \| 2010年（平成22年） \| 683,426人 \| \| \| 2015年（平成27年） \| 670,122人 \| \| \| 2020年（令和2年） \| 695,043人 \| \| |                                        |  |
| 総務省統計局 国勢調査より |                                        |  |
| 1970年（昭和45年） | 571,791人                              |  |
| 1975年（昭和50年） | 609,025人                              |  |
| 1980年（昭和55年） | 619,961人                              |  |
| 1985年（昭和60年） | 622,640人                              |  |
| 1990年（平成2年） | 631,163人                              |  |
| 1995年（平成7年） | 622,270人                              |  |
| 2000年（平成12年） | 617,123人                              |  |
| 2005年（平成17年） | 624,807人                              |  |
| 2010年（平成22年） | 683,426人                              |  |
| 2015年（平成27年） | 670,122人                              |  |
| 2020年（令和2年） | 695,043人                              |  |

## 歴史

### 年表
先史時代
- 縄文時代は中ごろまで海（奥東京湾[7]）の底にあった[8]（縄文海進）。
- 古墳時代に入って、北部に人が移り住むようになった。舎人遺跡からは当時の井戸が発見されている[8]。

古代
- 当時の毛長川は大河であり、開発はこの川の畔から始まった[8]。
- 律令制下においては武蔵国足立郡の南東端の地域だった。
- 天長3年（826年）西新井大師が建立される。

中世
- 室町時代の中期から戦国時代にかけての中世期には千葉氏の領国であった。戦国の動乱で領国の拡大化が進んだ戦国時代の後期には、千葉氏を従属下においた小田原北条氏（後北条氏）の領国となった。

近世
- 天領・寛永寺領に配さる。
- 石高は約2万石。
- 千住宿は江戸の北端であり、また日光街道の宿場として栄えた。
- 千住青物市場は江戸三大市場の一つとして栄えた。
- 文禄3年（1594年）千住大橋が架橋される。

近代
- 1868年（明治元年） - 幕府の代官職を引き継ぐ形で、新政府により武蔵知県事が置かれる。
- 1869年（明治2年） - 小菅県（現在の足立区、葛飾区、江戸川区および埼玉県と千葉県の一部を含む）設置。
- 1871年（明治4年） - 廃藩置県により小菅県廃止。一部を除き東京府に編入される。
- 1878年（明治11年） - 郡区町村編制法により、それまでの足立郡の東京府部分に南足立郡成立。同郡の範囲は現在の足立区とほぼ同等。
- 1893年（明治26年）2月7日 - 千住馬車鉄道 千住茶釜橋〜越谷間が開業する。
- 1896年（明治29年）12月25日 - 日本鉄道土浦線（現常磐線）が開業する。
- 1897年（明治30年）8月 - 千住馬車鉄道 千住茶釜橋〜越谷間が廃業する。
- 1898年（明治31年）11月3日 - 草加馬車鉄道 千住茶釜橋〜越谷間 が開業する。
- 1899年（明治32年）8月27日 - 東武鉄道（北千住 - 久喜）が開業する。（西新井駅開業）
- 1900年（明治33年）
  - 2月2日 - 草加馬車鉄道 千住茶釜橋〜越谷間が廃業する。
  - 3月21日 - 東武鉄道竹ノ塚駅 が開業する。
- 1902年（明治35年）4月1日 - 東武鉄道（北千住 - 吾妻橋）が開業する。（堀切駅開業）
- 関東大震災後、東京都市計画道路網の一環として、環状7号線・放射11号線（尾久橋通り）・同12号線（現日光街道）が整備される。
- 1924年（大正13年）
  - 10月1日 - 東武鉄道千住駅、小菅駅、五反野駅、梅島駅が開業する。
  - 10月12日 - 荒川放水路注水開始。
- 1925年（大正14年）1月 - 千住火力発電所（お化け煙突）設置。
- 1928年（昭和3年）7月24日 - 東京市電千住大橋-千住四丁目間が開業する。
- 1930年（昭和5年） - 荒川放水路が竣工。
- 1931年（昭和6年）
  - 12月19日 - 京成電鉄開業、京成関屋駅・千住大橋駅が開業する。
  - 12月20日 - 東武鉄道西板線（西新井 - 大師前）が開業する。
- 1932年（昭和7年）
  - 9月1日 - 東武鉄道牛田駅が開業する。
  - 10月1日 - 東京市に編入され足立区となる。尚、東京市から東京府へと提出（内申）された市域拡張案では、千住区となる予定であった。
- 1935年（昭和10年）9月1日 - 東武鉄道（中千住 - 千住）が開業する。
- 1943年（昭和18年）
  - 4月1日 - 常磐線綾瀬駅が開業する。
  - 7月1日 - 東京都の成立とともに東京都足立区へ。
- 1945年（昭和20年）
  - 5月20日 - 東武鉄道西板線（西新井 - 大師前）営業休止。
  - 5月21日 - 東武鉄道大師線（西新井 - 大師前）が開業する。

現代
- 1947年（昭和22年）
  - 5月3日 - 地方自治法により特別区となる。
  - 9月 - カスリーン台風により水害が発生する。区の東半分が浸水する[9]。
- 1949年（昭和24年）7月 - 西綾瀬で下山事件が発生。
- 1953年（昭和28年） - 東武鉄道中千住駅が廃止される。
- 1962年（昭和37年）5月31日 - 営団日比谷線（現東京地下鉄）（北千住 - 南千住間）開業、東武伊勢崎線への相互直通運転を開始する。
- 1964年（昭和39年）2月 - お化け煙突が解体される。
- 1968年（昭和43年）2月25日 - 都電三ノ輪橋-千住四丁目間が廃止される。
- 1969年（昭和44年）
  - 12月20日 - 営団千代田線（北千住 - 大手町）が開業する。
  - 環状7号線のうち区内部分が全線開通する。
- 1971年（昭和46年）4月20日 - 営団千代田線（北千住 - 綾瀬）が開業する。
- 1979年（昭和54年）12月20日 - 営団千代田線（綾瀬 - 北綾瀬）が開業する。
- 1982年（昭和57年）3月 - 首都高速道路の区内初の区間が開通する。（向島-千住新橋間）
- 1987年（昭和62年）5月1日 - 東武鉄道千住線（千住分岐点（旧中千住駅） - 千住）が廃止される。
- 1989年（平成元年）3月 - 綾瀬で女子高生コンクリート詰め殺人事件が発覚。
- 2005年（平成17年）3月15日 - 東武鉄道伊勢崎線竹ノ塚駅南側の伊勢崎線第37号踏切で、女性4名が浅草行き上り準急列車にはねられ、2名が死亡し2名が負傷した（東武伊勢崎線竹ノ塚駅踏切死傷事故）
- 2005年（平成17年）8月24日 - 首都圏新都市鉄道つくばエクスプレス（秋葉原 - つくば）開業、青井駅・六町駅が開業する。
- 2008年（平成20年）3月30日 - 東京都交通局日暮里・舎人ライナーが開業する。
- 2011年（平成23年）3月11日 - 14時46分、宮城県牡鹿半島の東南東沖を震源とする東北地方太平洋沖地震が発生した（東日本大震災）足立区内では、震度5強の揺れを観測した。
- 2021年（令和3年）10月7日 - 22時41分ごろ発生した千葉県北西部地震により、舎人公園 - 舎人間を走行中の日暮里駅発見沼代親水公園駅行き列車が、緊急停止した際に先頭から3両が脱輪する事故が起き、さらに脱輪を確認しないまま送電を再開させて火花が散り車内に煙が入り込み、乗客3人が負傷する事態となった。[10]

### 区の歴史
| 明治22年以前         | 明治22年5月1日   | 明治22年 - 昭和3年 | 昭和4年 - 昭和17年 | 昭和18年 - 現在 |
| -------------------- | ---------------- | ------------------ | ------------------ | --------------- |
| 足立郡千住宿         | 南足立郡千住町   | 南足立郡千住町     | 東京市足立区       | 東京都足立区    |
| 足立郡千住宿掃部宿   | 南足立郡千住町   | 南足立郡千住町     | 東京市足立区       | 東京都足立区    |
| 足立郡西新井村       | 南足立郡西新井村 | 南足立郡西新井町   | 東京市足立区       | 東京都足立区    |
| 足立郡興野村         | 南足立郡西新井村 | 南足立郡西新井町   | 東京市足立区       | 東京都足立区    |
| 足立郡本木村         | 南足立郡西新井村 | 南足立郡西新井町   | 東京市足立区       | 東京都足立区    |
| 足立郡梅田村         | 南足立郡梅島村   | 南足立郡梅島町     | 東京市足立区       | 東京都足立区    |
| 足立郡島根村         | 南足立郡梅島村   | 南足立郡梅島町     | 東京市足立区       | 東京都足立区    |
| 足立郡栗原村         | 南足立郡梅島村   | 南足立郡梅島町     | 東京市足立区       | 東京都足立区    |
| 足立郡小右衛門新田   | 南足立郡梅島村   | 南足立郡梅島町     | 東京市足立区       | 東京都足立区    |
| 足立郡鹿浜村         | 南足立郡江北村   | 南足立郡江北村     | 東京市足立区       | 東京都足立区    |
| 足立郡鹿浜新田村     | 南足立郡江北村   | 南足立郡江北村     | 東京市足立区       | 東京都足立区    |
| 足立郡加賀皿沼村     | 南足立郡江北村   | 南足立郡江北村     | 東京市足立区       | 東京都足立区    |
| 足立郡高野村         | 南足立郡江北村   | 南足立郡江北村     | 東京市足立区       | 東京都足立区    |
| 足立郡沼田村         | 南足立郡江北村   | 南足立郡江北村     | 東京市足立区       | 東京都足立区    |
| 足立郡谷在家村       | 南足立郡江北村   | 南足立郡江北村     | 東京市足立区       | 東京都足立区    |
| 足立郡宮城村         | 南足立郡江北村   | 南足立郡江北村     | 東京市足立区       | 東京都足立区    |
| 足立郡小台村         | 南足立郡江北村   | 南足立郡江北村     | 東京市足立区       | 東京都足立区    |
| 足立郡堀之内村       | 南足立郡江北村   | 南足立郡江北村     | 東京市足立区       | 東京都足立区    |
| 足立郡舎人村         | 南足立郡舎人村   | 南足立郡舎人村     | 東京市足立区       | 東京都足立区    |
| 足立郡古千谷村       | 南足立郡舎人村   | 南足立郡舎人村     | 東京市足立区       | 東京都足立区    |
| 足立郡入谷村         | 南足立郡舎人村   | 南足立郡舎人村     | 東京市足立区       | 東京都足立区    |
| 足立郡竹塚村         | 南足立郡渕江村   | 南足立郡渕江村     | 東京市足立区       | 東京都足立区    |
| 足立郡六月村         | 南足立郡渕江村   | 南足立郡渕江村     | 東京市足立区       | 東京都足立区    |
| 足立郡保木間村       | 南足立郡渕江村   | 南足立郡渕江村     | 東京市足立区       | 東京都足立区    |
| 足立郡伊興村         | 南足立郡渕江村   | 南足立郡伊興村     | 東京市足立区       | 東京都足立区    |
| 足立郡大谷田村       | 南足立郡東渕江村 | 南足立郡東渕江村   | 東京市足立区       | 東京都足立区    |
| 足立郡佐野新田       | 南足立郡東渕江村 | 南足立郡東渕江村   | 東京市足立区       | 東京都足立区    |
| 足立郡長右衛門新田   | 南足立郡東渕江村 | 南足立郡東渕江村   | 東京市足立区       | 東京都足立区    |
| 足立郡普賢寺村       | 南足立郡東渕江村 | 南足立郡東渕江村   | 東京市足立区       | 東京都足立区    |
| 足立郡北三谷村       | 南足立郡東渕江村 | 南足立郡東渕江村   | 東京市足立区       | 東京都足立区    |
| 足立郡蒲原村         | 南足立郡東渕江村 | 南足立郡東渕江村   | 東京市足立区       | 東京都足立区    |
| 足立郡弥五郎新田     | 南足立郡綾瀬村   | 南足立郡綾瀬村     | 東京市足立区       | 東京都足立区    |
| 足立郡次郎左衛門新田 | 南足立郡綾瀬村   | 南足立郡綾瀬村     | 東京市足立区       | 東京都足立区    |
| 足立郡五兵衛新田     | 南足立郡綾瀬村   | 南足立郡綾瀬村     | 東京市足立区       | 東京都足立区    |
| 足立郡伊藤谷村       | 南足立郡綾瀬村   | 南足立郡綾瀬村     | 東京市足立区       | 東京都足立区    |
| 足立郡花又村         | 南足立郡花畑村   | 南足立郡花畑村     | 東京市足立区       | 東京都足立区    |
| 足立郡久左衞門新田   | 南足立郡花畑村   | 南足立郡花畑村     | 東京市足立区       | 東京都足立区    |
| 足立郡六ツ木村       | 南足立郡花畑村   | 南足立郡花畑村     | 東京市足立区       | 東京都足立区    |
| 足立郡嘉兵衛新田     | 南足立郡花畑村   | 南足立郡花畑村     | 東京市足立区       | 東京都足立区    |
| 足立郡久右衛門新田   | 南足立郡花畑村   | 南足立郡花畑村     | 東京市足立区       | 東京都足立区    |
| 足立郡辰沼新田       | 南足立郡花畑村   | 南足立郡花畑村     | 東京市足立区       | 東京都足立区    |
| 足立郡内匠新田       | 南足立郡花畑村   | 南足立郡花畑村     | 東京市足立区       | 東京都足立区    |
| 足立郡長左衛門新田   | 南足立郡花畑村   | 南足立郡花畑村     | 東京市足立区       | 東京都足立区    |

## 町名
足立区では、ほぼ全域で住居表示に関する法律に基づく住居表示が実施されている。（令和6年度現在　実施率98％）

### 千住区民事務所管内
| 町名           | 設置年月日    | 住居表示実施年月日 | 住居表示実施直前の町名 | 備考                       |
| -------------- | ------------- | ------------------ | ---------------------- | -------------------------- |
| 千住一丁目     | 1932年10月1日 | 1980年8月1日       |                        | 住居表示の際、区域変更せず |
| 千住二丁目     | 1932年10月1日 | 未実施             |                        |                            |
| 千住三丁目     | 1932年10月1日 | 未実施             |                        |                            |
| 千住四丁目     | 1932年10月1日 | 1980年8月1日       |                        | 住居表示の際、区域変更せず |
| 千住五丁目     | 1932年10月1日 | 1980年8月1日       |                        | 住居表示の際、区域変更せず |
| 千住曙町       | 1932年10月1日 | 1968年3月31日      |                        | 住居表示の際、区域変更せず |
| 千住旭町       | 1932年10月1日 | 1968年3月31日      |                        | 住居表示の際、区域変更せず |
| 千住東一丁目   | 1932年10月1日 | 1968年3月31日      |                        | 住居表示の際、区域分割     |
| 千住東二丁目   | 1932年10月1日 | 1968年3月31日      |                        | 住居表示の際、区域分割     |
| 千住大川町     | 1932年10月1日 | 1968年3月31日      |                        | 住居表示の際、区域変更せず |
| 千住河原町     | 1932年10月1日 | 1980年8月1日       |                        | 住居表示の際、区域変更せず |
| 千住寿町       | 1932年10月1日 | 1969年3月15日      |                        | 住居表示の際、区域変更せず |
| 千住桜木一丁目 | 1932年10月1日 | 1970年11月1日      |                        | 住居表示の際、区域変更せず |
| 千住桜木二丁目 | 1932年10月1日 | 1971年5月1日       |                        | 住居表示の際、区域変更せず |
| 千住関屋町     | 1932年10月1日 | 1968年3月31日      |                        | 住居表示の際、区域変更せず |
| 千住龍田町     | 1932年10月1日 | 1968年3月31日      |                        | 住居表示の際、区域変更せず |
| 千住中居町     | 1932年10月1日 | 1969年3月15日      |                        | 住居表示の際、区域変更せず |
| 千住仲町       | 1932年10月1日 | 1980年8月1日       |                        | 住居表示の際、区域変更せず |
| 千住橋戸町     | 1932年10月1日 | 未実施             |                        |                            |
| 千住緑町一丁目 | 1932年10月1日 | 2014年11月4日      |                        | 住居表示の際、区域変更せず |
| 千住緑町二丁目 | 1932年10月1日 | 1990年11月12日     |                        | 住居表示の際、区域変更せず |
| 千住緑町三丁目 | 1932年10月1日 | 1990年11月12日     |                        | 住居表示の際、区域変更せず |
| 千住宮元町     | 1932年10月1日 | 1968年3月31日      |                        | 住居表示の際、区域変更せず |
| 千住元町       | 1932年10月1日 | 1969年3月15日      |                        | 住居表示の際、区域変更せず |
| 千住柳町       | 1932年10月1日 | 1968年3月31日      |                        | 住居表示の際、区域変更せず |
| 日ノ出町       | 1932年10月1日 | 1968年3月31日      |                        | 住居表示の際、区域変更せず |
| 柳原一丁目     | 1932年10月1日 | 1968年3月31日      |                        | 住居表示の際、区域変更せず |
| 柳原二丁目     | 1932年10月1日 | 1968年3月31日      |                        | 住居表示の際、区域変更せず |

### 西新井区民事務所管内
| 町名             | 設置年月日    | 住居表示実施年月日 | 住居表示実施直前の町名               | 備考                                |
| ---------------- | ------------- | ------------------ | ------------------------------------ | ----------------------------------- |
| 扇一丁目         | 1974年11月1日 | 1974年11月1日      | 本木町四丁目、本木町五丁目           |                                     |
| 扇二丁目         | 1974年11月1日 | 1974年11月1日      | 本木町五丁目、北宮城町、下沼田町     |                                     |
| 扇三丁目         | 1974年11月1日 | 1974年11月1日      | 西新井町、高野町、上沼田町           |                                     |
| 興野一丁目       | 1970年12月1日 | 1970年12月1日      | 興野町                               |                                     |
| 興野二丁目       | 1970年12月1日 | 1970年12月1日      | 興野町、北宮城町                     |                                     |
| 関原一丁目       | 1970年8月1日  | 1970年8月1日       | 本木町一丁目、梅田町                 |                                     |
| 関原二丁目       | 1970年8月1日  | 1970年8月1日       | 本木町二丁目、梅田町                 |                                     |
| 関原三丁目       | 1970年8月1日  | 1970年8月1日       | 本木町二丁目、梅田町                 |                                     |
| 西新井一丁目     | 1967年4月1日  | 1967年4月1日       | 西新井町、栗原町                     |                                     |
| 西新井二丁目     | 1967年4月1日  | 1967年4月1日       | 西新井町、栗原町                     |                                     |
| 西新井三丁目     | 1967年4月1日  | 1967年4月1日       | 西新井町、伊興町諏訪木               |                                     |
| 西新井四丁目     | 1967年4月1日  | 1967年4月1日       | 西新井町、伊興町諏訪木、伊興町槐戸   | 1987年10月10日 西伊興町の一部を編入 |
| 西新井五丁目     | 1967年4月1日  | 1967年4月1日       | 西新井町                             |                                     |
| 西新井六丁目     | 1967年4月1日  | 1967年4月1日       | 西新井町                             |                                     |
| 西新井七丁目     | 1971年5月1日  | 1971年5月1日       | 西新井町、谷在家町、上沼田町、高野町 |                                     |
| 西新井本町一丁目 | 1969年12月1日 | 1969年12月1日      | 西新井町,興野町                      |                                     |
| 西新井本町二丁目 | 1969年12月1日 | 1969年12月1日      | 西新井町,興野町、高野町、上沼田町    |                                     |
| 西新井本町三丁目 | 1969年12月1日 | 1969年12月1日      | 西新井町,興野町                      |                                     |
| 西新井本町四丁目 | 1969年12月1日 | 1969年12月1日      | 西新井町,興野町                      |                                     |
| 西新井本町五丁目 | 1969年12月1日 | 1969年12月1日      | 西新井町、本木町二丁目               |                                     |
| 本木一丁目       | 1970年8月1日  | 1970年8月1日       | 本木町一丁目                         |                                     |
| 本木二丁目       | 1970年8月1日  | 1970年8月1日       | 本木町二丁目、興野町                 |                                     |
| 本木東町         | 1961年6月1日  | 1968年8月1日       | 本木町二丁目                         | 住居表示の際、区域変更せず          |
| 本木西町         | 1961年6月1日  | 1968年8月1日       | 本木町三丁目                         | 住居表示の際、区域変更せず          |
| 本木南町         | 1961年6月1日  | 1968年8月1日       | 本木町一丁目                         | 住居表示の際、区域変更せず          |
| 本木北町         | 1961年6月1日  | 1968年8月1日       | 本木町三丁目、興野町                 | 住居表示の際、区域変更せず          |

### 梅田区民事務所管内
| 町名             | 設置年月日    | 住居表示実施年月日 | 住居表示実施直前の町名                               | 備考                     |
| ---------------- | ------------- | ------------------ | ---------------------------------------------------- | ------------------------ |
| 梅田一丁目       | 1965年1月1日  | 1965年1月1日       | 千住八千代町、千住高砂町                             |                          |
| 梅田二丁目       | 1965年1月1日  | 1965年1月1日       | 梅田町                                               |                          |
| 梅田三丁目       | 1965年1月1日  | 1965年1月1日       | 梅田町、千住八千代町、小右衛門町                     |                          |
| 梅田四丁目       | 1965年1月1日  | 1965年1月1日       | 梅田町                                               |                          |
| 梅田五丁目       | 1965年1月1日  | 1965年1月1日       | 梅田町                                               |                          |
| 梅田六丁目       | 1965年1月1日  | 1965年1月1日       | 梅田町、梅島町                                       |                          |
| 梅田七丁目       | 1965年1月1日  | 1965年1月1日       | 梅田町、梅島町                                       |                          |
| 梅田八丁目       | 1965年1月1日  | 1965年1月1日       | 梅田町、梅島町、島根町                               |                          |
| 梅島一丁目       | 1966年4月1日  | 1966年4月1日       | 梅島町、島根町、千住栄町                             |                          |
| 梅島二丁目       | 1966年4月1日  | 1966年4月1日       | 千住栄町、小右衛門町、島根町                         |                          |
| 梅島三丁目       | 1966年4月1日  | 1966年4月1日       | 栗原町、島根町、梅田町                               |                          |
| 栗原一丁目       | 1971年8月1日  | 1971年8月1日       | 栗原町                                               |                          |
| 栗原二丁目       | 1971年8月1日  | 1971年8月1日       | 栗原町、六月町                                       |                          |
| 栗原三丁目       | 1974年7月1日  | 1974年7月1日       | 栗原町、西新井町                                     |                          |
| 栗原四丁目       | 1974年7月1日  | 1974年7月1日       | 栗原町、西新井町                                     |                          |
| 島根一丁目       | 1967年5月1日  | 1967年5月1日       | 島根町、小右衛門町、東島根町                         |                          |
| 島根二丁目       | 1967年5月1日  | 1967年5月1日       | 島根町、栗原町、東島根町                             |                          |
| 島根三丁目       | 1967年5月1日  | 1967年5月1日       | 島根町、栗原町                                       |                          |
| 島根四丁目       | 1967年5月1日  | 1967年5月1日       | 島根町、六月町                                       | 1971年8月1日栗原町を編入 |
| 中央本町一丁目   | 1966年1月1日  | 1966年1月1日       | 千住弥生町、千住栄町、東栗原町、小右衛門町           |                          |
| 中央本町二丁目   | 1966年1月1日  | 1966年1月1日       | 千住弥生町、千住若松町、小右衛門町                   |                          |
| 中央本町三丁目   | 1966年1月1日  | 1966年1月1日       | 小右衛門町、梅田町、東栗原町、千住栄町               |                          |
| 中央本町四丁目   | 1966年1月1日  | 1966年1月1日       | 小右衛門町、千住栄町、東栗原町、東島根町             |                          |
| 中央本町五丁目   | 1966年4月1日  | 1966年4月1日       | 小右衛門町、東島根町、東栗原町                       |                          |
| 西新井栄町一丁目 | 1974年7月1日  | 1974年7月1日       | 栗原町、梅田町、本木町二丁目                         |                          |
| 西新井栄町二丁目 | 1974年7月1日  | 1974年7月1日       | 栗原町、梅田町                                       |                          |
| 西新井栄町三丁目 | 1974年7月1日  | 1974年7月1日       | 栗原町、興野町                                       |                          |
| 一ツ家一丁目     | 1975年11月1日 | 1975年11月1日      | 六月町、竹塚町、東栗原町、東島根町、小右衛門町、六町 |                          |
| 一ツ家二丁目     | 1975年11月1日 | 1975年11月1日      | 六町、東栗原町                                       |                          |
| 一ツ家三丁目     | 1975年11月1日 | 1975年11月1日      | 六町、東栗原町、東島根町、小右衛門町                 |                          |
| 一ツ家四丁目     | 1975年11月1日 | 1975年11月1日      | 六町、東栗原町、西六町、東栗原町、小右衛門町         |                          |
| 平野一丁目       | 1968年10月1日 | 1968年10月1日      | 東島根町、東栗原町、小右衛門町                       |                          |
| 平野二丁目       | 1968年10月1日 | 1968年10月1日      | 東島根町、東栗原町、六月町、竹塚町                   |                          |
| 平野三丁目       | 1968年10月1日 | 1968年10月1日      | 東島根町、東栗原町、六月町、竹塚町                   |                          |

### 江北区民事務所管内
| 町名         | 設置年月日    | 住居表示実施年月日 | 住居表示実施直前の町名                                       | 備考                                   |
| ------------ | ------------- | ------------------ | ------------------------------------------------------------ | -------------------------------------- |
| 小台一丁目   | 1966年4月1日  | 1966年4月1日       | 小台町                                                       |                                        |
| 小台二丁目   | 1966年4月1日  | 1966年4月1日       | 小台町、南宮城町                                             |                                        |
| 加賀一丁目   | 1975年7月1日  | 1975年7月1日       | 北鹿浜町、加賀皿沼町                                         |                                        |
| 加賀二丁目   | 1975年7月1日  | 1975年7月1日       | 北鹿浜町、加賀皿沼町                                         |                                        |
| 江北一丁目   | 1969年8月1日  | 1969年8月1日       | 下沼田町、北宮城町                                           |                                        |
| 江北二丁目   | 1969年8月1日  | 1969年8月1日       | 下沼田町、北宮城町、小台大門町、上沼田町                     |                                        |
| 江北三丁目   | 1969年8月1日  | 1969年8月1日       | 上沼田町、南堀之内                                           |                                        |
| 江北四丁目   | 1969年8月1日  | 1969年8月1日       | 上沼田町、北宮城町、高野町                                   |                                        |
| 江北五丁目   | 1976年5月1日  | 1976年5月1日       | 上沼田町、高野町                                             |                                        |
| 江北六丁目   | 1971年5月1日  | 1971年5月1日       | 上沼田町、谷在家町                                           |                                        |
| 江北七丁目   | 1971年5月1日  | 1971年5月1日       | 上沼田町、北鹿浜町、北堀之内町                               |                                        |
| 皿沼一丁目   | 1975年7月1日  | 1975年7月1日       | 北鹿浜町、加賀皿沼町                                         |                                        |
| 皿沼二丁目   | 1975年7月1日  | 1975年4月1日       | 谷在家町、北鹿浜町、加賀皿沼町                               |                                        |
| 皿沼三丁目   | 1975年4月1日  | 1975年4月1日       | 北鹿浜町、加賀皿沼町、入谷町、舎人町、古千谷一丁目、西伊興町 |                                        |
| 鹿浜一丁目   | 1968年12月1日 | 1968年12月1日      | 北鹿浜町、北堀之内町                                         |                                        |
| 鹿浜二丁目   | 1968年12月1日 | 1968年12月1日      | 北鹿浜町                                                     |                                        |
| 鹿浜三丁目   | 1968年12月1日 | 1968年12月1日      | 北鹿浜町                                                     |                                        |
| 鹿浜四丁目   | 1968年12月1日 | 1968年12月1日      | 北鹿浜町、北堀之内町、加賀皿沼町                             |                                        |
| 鹿浜五丁目   | 1968年12月1日 | 1968年12月1日      | 北鹿浜町、北堀之内町                                         | 1975年7月1日加賀皿沼町、北鹿浜町を編入 |
| 鹿浜六丁目   | 1975年7月1日  | 1975年7月1日       | 北鹿浜町、北堀之内町、加賀皿沼町                             |                                        |
| 鹿浜七丁目   | 1975年7月1日  | 1975年7月1日       | 北鹿浜町、上沼田町                                           |                                        |
| 鹿浜八丁目   | 1975年7月1日  | 1975年7月1日       | 北鹿浜町、上沼田町、加賀皿沼町                               |                                        |
| 新田一丁目   | 1960年4月1日  | 1966年7月1日       | 新田上町、南鹿浜町                                           |                                        |
| 新田二丁目   | 1960年4月1日  | 1966年7月1日       | 新田上町、南鹿浜町                                           |                                        |
| 新田三丁目   | 1960年4月1日  | 1966年7月1日       | 新田下町、沼田川端町、新田上町、南鹿浜町、南堀之内町         |                                        |
| 椿一丁目     | 1968年8月1日  | 1968年8月1日       | 北堀之内町、上沼田町                                         |                                        |
| 椿二丁目     | 1968年8月1日  | 1968年8月1日       | 北堀之内、北鹿浜町                                           |                                        |
| 堀之内一丁目 | 1968年12月1日 | 1968年12月1日      | 北堀之内町、北鹿浜町                                         |                                        |
| 堀之内二丁目 | 1968年12月1日 | 1968年12月1日      | 北鹿浜町、上沼田町                                           |                                        |
| 宮城一丁目   | 1966年4月1日  | 1966年4月1日       | 宮城町                                                       |                                        |
| 宮城二丁目   | 1966年4月1日  | 1966年4月1日       | 宮城町                                                       |                                        |
| 谷在家一丁目 | 1971年5月1日  | 1971年5月1日       | 谷在家町、上沼田町                                           | 1975年7月1日上沼田町を編入             |
| 谷在家二丁目 | 1971年5月1日  | 1971年5月1日       | 谷在家町、上沼田町                                           | 1975年7月1日谷在家町、上沼田町を編入   |
| 谷在家三丁目 | 1975年6月20日 | 1975年7月1日       | 谷在家町、上沼田町、北鹿浜町、加賀皿沼町                     |                                        |

### 舎人区民事務所管内
| 町名             | 設置年月日    | 住居表示実施年月日 | 住居表示実施直前の町名                                       | 備考                                         |
| ---------------- | ------------- | ------------------ | ------------------------------------------------------------ | -------------------------------------------- |
| 入谷一丁目       | 1993年8月1日  | 1993年8月1日       | 入谷町、舎人町、舎人一丁目                                   |                                              |
| 入谷二丁目       | 1993年8月1日  | 1993年8月1日       | 入谷町、舎人一丁目、舎人五丁目、舎人町                       |                                              |
| 入谷三丁目       | 1985年2月1日  | 1985年2月1日       | 入谷町、舎人町                                               |                                              |
| 入谷四丁目       | 1985年2月1日  | 1985年2月1日       | 入谷町、舎人町                                               |                                              |
| 入谷五丁目       | 1989年5月15日 | 1989年5月15日      | 入谷町、舎人町                                               |                                              |
| 入谷六丁目       | 1985年2月1日  | 1985年2月1日       | 入谷町                                                       |                                              |
| 入谷七丁目       | 1985年2月1日  | 1985年2月1日       | 入谷町、舎人町、北鹿浜町、加賀皿沼町                         |                                              |
| 入谷八丁目       | 1985年2月1日  | 1985年2月1日       | 入谷町、舎人町                                               |                                              |
| 入谷九丁目       | 1985年2月1日  | 1985年2月1日       | 入谷町、舎人町                                               |                                              |
| 入谷町           | 1932年4月1日  | 未実施             |                                                              | 舎人公園内に残存                             |
| 古千谷一丁目     | 1970年4月1日  | 未実施             |                                                              | 舎人公園内に残存                             |
| 古千谷二丁目     | 1970年4月1日  | 未実施             |                                                              | 舎人公園内に残存                             |
| 古千谷本町一丁目 | 1995年7月24日 | 1995年7月24日      | 古千谷三丁目、入谷町                                         |                                              |
| 古千谷本町二丁目 | 1995年7月24日 | 1995年7月24日      | 古千谷四丁目、舎人一丁目、入谷町                             |                                              |
| 古千谷本町三丁目 | 1995年7月24日 | 1995年7月24日      | 古千谷四丁目、古千谷五丁目、舎人二丁目、舎人三丁目、古千谷町 |                                              |
| 古千谷本町四丁目 | 1995年7月24日 | 1995年7月24日      | 古千谷四丁目、古千谷五丁目、古千谷町、東伊興町               |                                              |
| 舎人一丁目       | 1993年8月1日  | 1993年8月1日       | 舎人一丁目、舎人町、入谷町、古千谷四丁目                     |                                              |
| 舎人二丁目       | 1995年7月24日 | 1995年7月24日      | 舎人二丁目                                                   |                                              |
| 舎人三丁目       | 1995年7月24日 | 1995年7月24日      | 舎人三丁目、舎人町                                           |                                              |
| 舎人四丁目       | 1995年7月24日 | 1995年7月24日      | 舎人町                                                       |                                              |
| 舎人五丁目       | 1993年8月1日  | 1993年8月1日       | 舎人四丁目、舎人二丁目、舎人五丁目、入谷町                   |                                              |
| 舎人六丁目       | 1985年2月1日  | 1985年2月1日       | 舎人町                                                       |                                              |
| 舎人公園         | 1997年3月1日  | 1997年3月1日       | 舎人町、入谷町、加賀皿沼町、北鹿浜町、古千谷一丁目           | 尾久橋通りの西側部分、舎人公園通りの北側部分 |
| 舎人町           | 1932年4月1日  | 未実施             |                                                              | 舎人公園内に残存                             |

### 竹の塚区民事務所管内
| 町名           | 設置年月日    | 住居表示実施年月日 | 住居表示実施直前の町名         | 備考                             |
| -------------- | ------------- | ------------------ | ------------------------------ | -------------------------------- |
| 竹の塚一丁目   | 1966年11月1日 | 1966年11月1日      | 伊興町大境、伊興町前沼、竹塚町 | 1971年8月1日栗原町、六月町を編入 |
| 竹の塚二丁目   | 1966年11月1日 | 1966年11月1日      | 竹塚町、保木間町               |                                  |
| 竹の塚三丁目   | 1966年11月1日 | 1966年11月1日      | 保木間町                       |                                  |
| 竹の塚四丁目   | 1966年11月1日 | 1966年11月1日      | 保木間、竹塚町                 |                                  |
| 竹の塚五丁目   | 1966年11月1日 | 1966年11月1日      | 保木間、竹塚町                 |                                  |
| 竹の塚六丁目   | 1966年11月1日 | 1966年11月1日      | 竹塚町、伊興町前沼、伊興町白幡 |                                  |
| 竹の塚七丁目   | 1966年11月1日 | 1966年11月1日      | 竹塚町、保木間町、伊興町白幡   |                                  |
| 西保木間一丁目 | 1966年11月1日 | 1966年11月1日      | 保木間町、竹塚町               |                                  |
| 西保木間二丁目 | 1966年11月1日 | 1966年11月1日      | 保木間町、伊興町白幡           |                                  |
| 西保木間三丁目 | 1966年11月1日 | 1966年11月1日      | 保木間町、伊興町白幡           |                                  |
| 西保木間四丁目 | 1966年11月1日 | 1966年11月1日      | 伊興町白幡、伊興町谷下         |                                  |
| 東保木間一丁目 | 1978年2月1日  | 1978年2月1日       | 保木間町                       |                                  |
| 東保木間二丁目 | 1978年2月1日  | 1978年2月1日       | 保木間町                       |                                  |
| 東六月町       | 1978年2月1日  | 1978年2月1日       | 六月町                         |                                  |
| 保木間一丁目   | 1968年12月1日 | 1968年12月1日      | 保木間町                       | 1978年2月1日、保木間町を編入     |
| 保木間二丁目   | 1968年12月1日 | 1968年12月1日      | 保木間町                       | 1978年2月1日、保木間町を編入     |
| 保木間三丁目   | 1978年2月1日  | 1978年2月1日       | 保木間町                       |                                  |
| 保木間四丁目   | 1978年2月1日  | 1978年2月1日       | 保木間町、花畑町               |                                  |
| 保木間五丁目   | 1978年2月1日  | 1978年2月1日       | 保木間町、花畑町               |                                  |
| 保塚町         | 1963年9月1日  | 1978年2月1日       | 保木間町、竹塚町、六町         | 住居表示の際、区域変更せず       |
| 六月一丁目     | 1967年5月1日  | 1967年5月1日       | 栗原町、六月町、竹塚町         |                                  |
| 六月二丁目     | 1967年5月1日  | 1967年5月1日       | 六月町、島根町                 |                                  |
| 六月三丁目     | 1971年8月1日  | 1971年8月1日       | 栗原町、六月町                 |                                  |
| 六町一丁目     | 1975年11月1日 | 1975年11月1日      | 六町、西加平町                 |                                  |
| 六町二丁目     | 1975年11月1日 | 1975年11月1日      | 西六町                         |                                  |
| 六町三丁目     | 1978年2月1日  | 1978年2月1日       | 西六町                         |                                  |
| 六町四丁目     | 1978年2月1日  | 1978年2月1日       | 六町、内匠本町                 |                                  |

### 伊興区民事務所管内
| 町名           | 設置年月日     | 住居表示実施年月日 | 住居表示実施直前の町名                                           | 備考                           |
| -------------- | -------------- | ------------------ | ---------------------------------------------------------------- | ------------------------------ |
| 伊興一丁目     | 1987年10月10日 | 1987年10月10日     | 伊興町大境、伊興町諏訪木、伊興町本町                             |                                |
| 伊興二丁目     | 1987年10月10日 | 1987年10月10日     | 伊興町本町、西伊興町                                             |                                |
| 伊興三丁目     | 1987年10月10日 | 1987年10月10日     | 伊興町本町、伊興町大境、伊興町見通                               |                                |
| 伊興四丁目     | 1987年10月10日 | 1987年10月10日     | 伊興町本町、西伊興町                                             |                                |
| 伊興五丁目     | 1987年10月10日 | 1987年10月10日     | 伊興町本町、西伊興町                                             |                                |
| 伊興本町一丁目 | 1997年10月4日  | 1997年10月4日      | 伊興町前沼、伊興町本町                                           |                                |
| 伊興本町二丁目 | 1997年10月4日  | 1997年10月4日      | 伊興町五庵、東伊興町、伊興町狭間                                 |                                |
| 西伊興一丁目   | 1987年10月10日 | 1987年10月10日     | 西伊興町、谷在家町、加賀皿沼町、上沼田町                         |                                |
| 西伊興二丁目   | 1987年10月10日 | 1987年10月10日     | 西伊興町、古千谷一丁目                                           |                                |
| 西伊興三丁目   | 1987年10月10日 | 1987年10月10日     | 西伊興町、古千谷一丁目                                           |                                |
| 西伊興四丁目   | 1987年10月10日 | 1987年10月10日     | 西伊興町                                                         |                                |
| 西伊興町       | 1968年4月1日   | 未実施             |                                                                  | 舎人公園内に残存（42～44番地） |
| 西竹の塚一丁目 | 1987年4月1日   | 1987年4月1日       | 伊興町見通,伊興町大境、竹塚町                                    |                                |
| 西竹の塚二丁目 | 1997年3月1日   | 1997年3月1日       | 伊興町前沼、伊興町見通                                           |                                |
| 東伊興一丁目   | 1988年5月15日  | 1988年5月15日      | 東伊興町                                                         |                                |
| 東伊興二丁目   | 1988年5月15日  | 1988年5月15日      | 東伊興町、伊興町谷下                                             |                                |
| 東伊興三丁目   | 1999年7月3日   | 1999年7月3日       | 東伊興町、伊興町白幡、伊興町狭間、竹塚町、伊興町谷下、伊興町前沼 |                                |
| 東伊興四丁目   | 2001年11月17日 | 2001年11月17日     | 東伊興町、伊興町狭間、伊興町白幡                                 |                                |

### 中川区民事務所管内
| 町名         | 設置年月日    | 住居表示実施年月日 | 住居表示実施直前の町名                                   | 備考 |
| ------------ | ------------- | ------------------ | -------------------------------------------------------- | ---- |
| 大谷田一丁目 | 1967年7月1日  | 1967年7月1日       | 大谷田町                                                 |      |
| 大谷田二丁目 | 1967年7月1日  | 1967年7月1日       | 大谷田町                                                 |      |
| 大谷田三丁目 | 1973年11月1日 | 1973年11月1日      | 大谷田町、大谷田新町一丁目、長門町                       |      |
| 大谷田四丁目 | 1973年11月1日 | 1973年11月1日      | 大谷田町、大谷田新町二丁目                               |      |
| 大谷田五丁目 | 1976年10月1日 | 1976年10月1日      | 大谷田町、佐野町                                         |      |
| 佐野一丁目   | 1976年10月1日 | 1976年10月1日      | 大谷田町、佐野町、六木町                                 |      |
| 佐野二丁目   | 1976年10月1日 | 1976年10月1日      | 佐野町、六木町                                           |      |
| 東和一丁目   | 1965年5月1日  | 1965年5月1日       | 北三谷町、北三谷町二丁目、蒲原町                         |      |
| 東和二丁目   | 1965年5月1日  | 1965年5月1日       | 蒲原町、北三谷町一丁目、北三谷町二丁目                   |      |
| 東和三丁目   | 1965年5月1日  | 1965年5月1日       | 北三谷町、蒲原町、蒲原町二丁目、蒲原町三丁目             |      |
| 東和四丁目   | 1965年5月1日  | 1965年5月1日       | 蒲原町一丁目、蒲原町二丁目、蒲原町三丁目、大谷田町三丁目 |      |
| 東和五丁目   | 1965年5月1日  | 1965年5月1日       | 東谷中町、大谷田新町一丁目、大谷田新町二丁目             |      |
| 中川一丁目   | 1965年5月1日  | 1965年5月1日       | 長門町、大谷田町、大谷田町一丁目                         |      |
| 中川二丁目   | 1965年5月1日  | 1965年5月1日       | 長門町、大谷田町一丁目                                   |      |
| 中川三丁目   | 1965年5月1日  | 1965年5月1日       | 長門町、大谷田町、大谷田町一丁目、大谷田町二丁目         |      |
| 中川四丁目   | 1965年5月1日  | 1965年5月1日       | 大谷田町、北三谷町、大谷田町二丁目                       |      |
| 中川五丁目   | 1965年5月1日  | 1965年5月1日       | 大谷田町、大谷田町二丁目                                 |      |
| 東綾瀬一丁目 | 1965年5月1日  | 1965年5月1日       | 普賢寺町、北三谷町                                       |      |
| 東綾瀬二丁目 | 1965年5月1日  | 1965年5月1日       | 普賢寺町、北三谷町                                       |      |
| 東綾瀬三丁目 | 1965年5月1日  | 1965年5月1日       | 普賢寺町、北三谷町                                       |      |

### 東綾瀬区民事務所管内
| 町名         | 設置年月日    | 住居表示実施年月日 | 住居表示実施直前の町名                               | 備考                                         |
| ------------ | ------------- | ------------------ | ---------------------------------------------------- | -------------------------------------------- |
| 青井一丁目   | 1966年1月1日  | 1966年1月1日       | 東島根町、小右衛門町、四ツ家町、二ツ家町             |                                              |
| 青井二丁目   | 1966年1月1日  | 1966年1月1日       | 四ツ家町、小右衛門町、二ツ家町                       |                                              |
| 青井三丁目   | 1966年1月1日  | 1966年1月1日       | 四ツ家町、小右衛門町、二ツ家町                       |                                              |
| 青井四丁目   | 1966年1月1日  | 1966年1月1日       | 二ツ家町、四ツ家町、伊藤谷北町、五反野北町、西加平町 |                                              |
| 青井五丁目   | 1966年1月1日  | 1966年1月1日       | 東島根町、小右衛門町、東栗原町、二ツ家町             |                                              |
| 青井六丁目   | 1966年1月1日  | 1966年1月1日       | 東島根町、小右衛門町、東栗原町、二ツ家町             |                                              |
| 足立一丁目   | 1964年7月1日  | 1964年7月1日       | 千住高砂町                                           |                                              |
| 足立二丁目   | 1964年7月1日  | 1964年7月1日       | 千住高砂町、五反野南町、日吉町                       |                                              |
| 足立三丁目   | 1964年7月1日  | 1964年7月1日       | 千住高砂町、五反野南町、千住末広町、伊藤谷西町       |                                              |
| 足立四丁目   | 1964年7月1日  | 1964年7月1日       | 梅田町、千住末広町                                   |                                              |
| 綾瀬一丁目   | 1965年5月1日  | 1965年5月1日       | 伊藤谷本町                                           |                                              |
| 綾瀬二丁目   | 1965年5月1日  | 1965年5月1日       | 普賢寺町                                             |                                              |
| 綾瀬三丁目   | 1965年5月1日  | 1965年5月1日       | 伊藤谷本町、普賢寺町、五兵衛町                       |                                              |
| 綾瀬四丁目   | 1965年5月1日  | 1965年5月1日       | 伊藤谷本町、五兵衛町                                 |                                              |
| 綾瀬五丁目   | 1965年5月1日  | 1965年5月1日       | 普賢寺町、五兵衛町                                   |                                              |
| 綾瀬六丁目   | 1965年5月1日  | 1965年5月1日       | 普賢寺町、伊藤谷東町、五兵衛町                       | 1971年5月1日、普賢寺町、下谷中町の一部を編入 |
| 綾瀬七丁目   | 1968年12月1日 | 1968年12月1日      | 東加平町、五兵衛町                                   | 1971年5月1日、下谷中町の一部を編入           |
| 弘道一丁目   | 1966年1月1日  | 1966年1月1日       | 四ツ家町、五反野北町、伊藤谷西町                     |                                              |
| 弘道二丁目   | 1966年1月1日  | 1966年1月1日       | 五反野北町、伊藤谷西町、五兵衛町                     |                                              |
| 西綾瀬一丁目 | 1966年1月1日  | 1966年1月1日       | 五反野南町、伊藤谷本町                               |                                              |
| 西綾瀬二丁目 | 1966年1月1日  | 1966年1月1日       | 五反野南町、伊藤谷西町                               |                                              |
| 西綾瀬三丁目 | 1966年1月1日  | 1966年1月1日       | 五反野南町、五反野北町、五兵衛町                     |                                              |
| 西綾瀬四丁目 | 1966年1月1日  | 1966年1月1日       | 五反野南町、伊藤谷西町、五兵衛町                     |                                              |

### 花畑区民事務所管内
| 町名         | 設置年月日    | 住居表示実施年月日 | 住居表示実施直前の町名                           | 備考                               |
| ------------ | ------------- | ------------------ | ------------------------------------------------ | ---------------------------------- |
| 加平一丁目   | 1968年12月1日 | 1968年12月1日      | 東加平町、五兵衛町                               |                                    |
| 加平二丁目   | 1968年12月1日 | 1968年12月1日      | 東加平町                                         |                                    |
| 加平三丁目   | 1968年12月1日 | 1968年12月1日      | 東加平町、内匠町、花畑町                         |                                    |
| 北加平町     | 1932年10月1日 | 1978年4月1日       | 花畑町、神明町、東加平町                         | 住居表示の際、区域変更せず         |
| 神明一丁目   | 1978年4月1日  | 1978年4月1日       | 神明町、花畑町                                   |                                    |
| 神明二丁目   | 1978年4月1日  | 1978年4月1日       | 神明町、六木町                                   |                                    |
| 神明三丁目   | 1978年4月1日  | 1978年4月1日       | 神明町                                           |                                    |
| 神明南一丁目 | 1978年4月1日  | 1978年4月1日       | 神明町南町、花畑町、内匠本町                     |                                    |
| 神明南二丁目 | 1978年4月1日  | 1978年4月1日       | 神明町南町                                       |                                    |
| 辰沼一丁目   | 1976年10月1日 | 1976年10月1日      | 辰沼町                                           |                                    |
| 辰沼二丁目   | 1976年10月1日 | 1976年10月1日      | 辰沼町、花畑町                                   |                                    |
| 西加平一丁目 | 1975年11月1日 | 1975年11月1日      | 六町、西加平町                                   |                                    |
| 西加平二丁目 | 1975年11月1日 | 1975年11月1日      | 六町、西加平町、東栗原町                         |                                    |
| 花畑一丁目   | 1978年2月1日  | 1978年2月1日       | 花畑町                                           |                                    |
| 花畑二丁目   | 1978年2月1日  | 1978年2月1日       | 花畑町                                           |                                    |
| 花畑三丁目   | 1978年2月1日  | 1978年2月1日       | 花畑町                                           |                                    |
| 花畑四丁目   | 1978年2月1日  | 1978年2月1日       | 花畑町、保木間町                                 |                                    |
| 花畑五丁目   | 1978年2月1日  | 1978年2月1日       | 花畑町、保木間町                                 |                                    |
| 花畑六丁目   | 1978年2月1日  | 1978年2月1日       | 花畑町                                           |                                    |
| 花畑七丁目   | 1978年2月1日  | 1978年2月1日       | 花畑町                                           |                                    |
| 花畑八丁目   | 1978年2月1日  | 1978年2月1日       | 花畑町                                           |                                    |
| 南花畑一丁目 | 1978年2月1日  | 1978年2月1日       | 花畑町、内匠本町                                 |                                    |
| 南花畑二丁目 | 1978年2月1日  | 1978年2月1日       | 花畑町                                           |                                    |
| 南花畑三丁目 | 1978年2月1日  | 1978年2月1日       | 花畑町、内匠本町                                 |                                    |
| 南花畑四丁目 | 1978年2月1日  | 1978年2月1日       | 花畑町                                           |                                    |
| 南花畑五丁目 | 1978年2月1日  | 1978年2月1日       | 花畑町                                           |                                    |
| 六木一丁目   | 1976年10月1日 | 1976年10月1日      | 六木町                                           |                                    |
| 六木二丁目   | 1976年10月1日 | 1976年10月1日      | 六木町                                           |                                    |
| 六木三丁目   | 1978年4月1日  | 1978年4月1日       | 六木町、神明町                                   |                                    |
| 六木四丁目   | 1978年4月1日  | 1978年4月1日       | 六木町、神明町                                   |                                    |
| 谷中一丁目   | 1971年5月1日  | 1971年5月1日       | 下谷中町、北三谷町、普賢寺町、東谷中町           |                                    |
| 谷中二丁目   | 1971年5月1日  | 1971年5月1日       | 東加平町、下谷中町、上谷中町、東谷中町、大谷田町 |                                    |
| 谷中三丁目   | 1973年11月1日 | 1973年11月1日      | 上谷中町、辰沼町、東加平町                       |                                    |
| 谷中四丁目   | 1973年11月1日 | 1973年11月1日      | 東加平町、内匠町、神明町、花畑町                 | 1978年4月1日、北加平町の一部を編入 |
| 谷中五丁目   | 1976年10月1日 | 1976年10月1日      | 辰沼町、大谷田町、神明町、上谷中町、佐野町       |                                    |

## 行政

### 区長
- 近藤やよい（こんどう やよい）（2007年6月20日- 5期目）

近年の歴代区長
- 古性直（ふるしょう ただし）（1980年-1996年）
- 吉田万三（よしだ まんぞう）（1996年-1999年）
- 鈴木恒年（すずき つねとし）（1999年-2007年）

### 役所
職員
| 採用区分             | 職員数 |
| -------------------- | ------ |
| 一般行政職           | 2,177  |
| 福祉職               | 1,010  |
| 技能労務職           | 671    |
| 税務職               | 113    |
| 看護保健職           | 113    |
| 薬剤師職・医療技術職 | 49     |
| 医師職・歯科医師職   | 9      |
| 教育行政職           | 13     |
| その他               | 16     |
| 総数                 | 4,171  |

### 政策
区民モニターアンケート
政策経営部区政相談課は、区民に対して定期的に区民モニターアンケートを行っている。アンケートは、区役所の部が調査依頼をし区民の考えを聞いた上で活動の参考とするためなどに活用されている。
食育推進
区民の平均寿命が短く、糖尿病や子どもの肥満が増加傾向にあることから、糖尿病・肥満増加に対する施策として食育推進を行っている。2009年1月30日には、区内で内閣府食育推進室主催の「食育プレスツアー」が実施され、報道機関8社が視察に訪れた。区では独自の「おいしい給食」を推進している。
犯罪対策
足立区は、かつて刑法犯罪の認知件数が東京都内で連続ワーストワンとなっていた時期があった。これは23区でもトップレベルの人口や区域面積によるものである。足立区危機管理課は青バイでひったくり防止などを行いたいとしている。刑法犯認知件数については、2010年、2012年に都内ワースト1位から脱却し、2012年には37年ぶりに1万件を下回った。
まちづくり
区は「まちづくり推進条例」を制定し、街づくりを進めている。町によっては地区の街づくり協議会を設立して災害に強く住みやすい住環境向上のために、防災訓練、機関誌などの発行、交流イベントを行っている。
文化・芸術
千住地区を中心とした「足立区文化・産業・芸術新都心構想」を推進しており、その一環として2007年12月にアダチンなるゆるキャラを生み出している。足立区文化芸術振興公式キャラクターとして公式サイトも存在するほか、「アダチンのテーマ」が一時YouTube上で話題になった。

### 不祥事
障害者差別発言
2018年7月、区が管理する足立区障がい福祉センターで、作業訓練に参加していた特別支援学校の生徒に対し、複数の職員が暴言を吐き心理的虐待を行っていたことが発覚。区は一部の発言を認め、第三者委員会を立ち上げ、詳しい調査の実施を要請した。

## 議会

### 都議会
2025年東京都議会議員選挙
- 選挙区：足立区選挙区
- 定数：6人
- 任期：2025年7月23日 - 2029年7月22日
- 投票日：2025年6月22日
- 当日有権者数：562,524人
- 投票率：46.10％

| 候補者名   | 当落 | 年齢 | 所属党派           | 新旧別 | 得票数   |
| ---------- | ---- | ---- | ------------------ | ------ | -------- |
| 後藤奈美   | 当   | 38   | 都民ファーストの会 | 現     | 48,419票 |
| 銀川裕依子 | 当   | 39   | 立憲民主党         | 現     | 33,525票 |
| 発地易隆   | 当   | 49   | 自由民主党         | 現     | 33,385票 |
| 斉藤真里子 | 当   | 50   | 日本共産党         | 現     | 27,704票 |
| 大竹小夜子 | 当   | 55   | 公明党             | 新     | 25,806票 |
| 薄井浩一   | 当   | 65   | 公明党             | 現     | 25,332票 |
| 久住勇樹   | 落   | 41   | 無所属             | 新     | 22,205票 |
| 恵良康寛   | 落   | 31   | 再生の道           | 新     | 15,652票 |
| 榎本二実子 | 落   | 48   | 自由民主党         | 新     | 13,971票 |
| 片岡宏誌   | 落   | 66   | 再生の道           | 新     | 5,796票  |
| 金原伴弥   | 落   | 25   | 諸派               | 新     | 3,121票  |

2024年東京都議会議員補欠選挙
- 選挙区：足立区選挙区
- 定数：1人
- 投票日：2024年7月7日
- 当日有権者数：565,016人
- 投票率：53.67％

| 候補者名   | 当落 | 年齢 | 所属党派   | 新旧別 | 得票数    |
| ---------- | ---- | ---- | ---------- | ------ | --------- |
| 銀川裕依子 | 当   | 38   | 立憲民主党 | 新     | 141,326票 |
| 榎本二実子 | 落   | 47   | 自由民主党 | 新     | 140,564票 |

2021年東京都議会議員選挙
- 選挙区：足立区選挙区
- 定数：6人
- 投票日：2021年7月4日
- 当日有権者数：562,190人
- 投票率：41.09％

| 候補者名     | 当落 | 年齢 | 所属党派           | 新旧別 | 得票数   | 備考                |
| ------------ | ---- | ---- | ------------------ | ------ | -------- | ------------------- |
| 後藤奈美     | 当   | 34   | 都民ファーストの会 | 現     | 34,223票 |                     |
| 発地易隆     | 当   | 45   | 自由民主党         | 元     | 29,756票 |                     |
| 薄井浩一     | 当   | 61   | 公明党             | 現     | 29,365票 |                     |
| 高島直樹     | 当   | 71   | 自由民主党         | 現     | 28,423票 | 2023年10月2日に死去 |
| 斉藤真里子   | 当   | 46   | 日本共産党         | 現     | 28,365票 |                     |
| 中山信行     | 当   | 62   | 公明党             | 現     | 27,493票 |                     |
| 和田愛子     | 落   | 36   | 立憲民主党         | 新     | 18,698票 |                     |
| 馬場信男     | 落   | 60   | 都民ファーストの会 | 現     | 15,309票 |                     |
| 末武あすなろ | 落   | 36   | れいわ新選組       | 新     | 7,996票  |                     |
| 松丸恭子     | 落   | 49   | 諸派               | 新     | 3,924票  |                     |
| 松浦克行     | 落   | 52   | 諸派               | 新     | 3,383票  |                     |

### 衆議院
東京都第12区
- 選挙区：東京12区（北区、豊島区の一部、足立区の一部、板橋区の一部）
- 任期：2021年10月31日 - 2025年10月30日
- 当日有権者数：462,732人
- 投票率：57.45％

| 当落 | 候補者名 | 年齢 | 所属党派     | 新旧別 | 得票数    | 重複 |
| ---- | -------- | ---- | ------------ | ------ | --------- | ---- |
| 当   | 岡本三成 | 56   | 公明党       | 前     | 101,020票 |      |
| 比当 | 阿部司   | 39   | 日本維新の会 | 新     | 80,323票  | ○    |
|      | 池内沙織 | 39   | 日本共産党   | 元     | 71,948票  | ○    |

東京都第13区
- 選挙区：東京13区（足立区の一部）
- 任期：2021年10月31日 - 2025年10月30日
- 当日有権者数：480,247人
- 投票率：50.88％

| 当落 | 候補者名 | 年齢 | 所属党派   | 新旧別 | 得票数    | 重複 |
| ---- | -------- | ---- | ---------- | ------ | --------- | ---- |
| 当   | 土田慎   | 31   | 自由民主党 | 新     | 115,669票 | ○    |
|      | 北條智彦 | 38   | 立憲民主党 | 新     | 78,665票  | ○    |
|      | 沢田真吾 | 36   | 日本共産党 | 新     | 30,204票  |      |
|      | 渡辺秀高 | 50   | 無所属     | 新     | 5,985票   |      |
|      | 橋本孫美 | 44   | 無所属     | 新     | 4,039票   |      |

## 施設

### 警察
- 警視庁
  - 綾瀬警察署
  - 西新井警察署
  - 千住警察署
  - 竹の塚警察署

### 消防
本部
- 東京消防庁第六消防方面本部消防救助機動部隊（ハイパーレスキュー）

消防署
- 千住消防署
  - 旭町出張所
  - 宮城出張所
- 足立消防署
  - 綾瀬出張所
  - 淵江出張所
  - 大谷田出張所
  - 神明出張所
- 西新井消防署
  - 大師前出張所
  - 上沼田出張所
  - 本木出張所

### 医療機関
区内にある東京都指定二次救急医療機関は以下の通り。
- 博慈会記念総合病院（鹿浜5-11-1、東京都災害拠点病院）
- 西新井病院（西新井本町5-7-14、東京都災害拠点病院)
- 苑田第一病院（竹の塚4-1-12、東京都災害拠点病院）
- 東京北部病院（江北6-24-6）
- 下井病院（綾瀬3-28-8）
- 愛里病院（千住東1-20-12）
- 足立東部病院（梅島2-35-16）
- いずみ記念病院（本木1-3-7）
- 水野病院（西新井6-32-10）
- 等潤病院（一ツ家4-3-4）
- 足立共済病院（柳原1-36-8）
- 苑田第三病院（伊興本町2-5-10）
- 柳原病院（千住曙町35-1）
- 綾瀬循環器病院（谷中3-12-10）
- あさひ病院（平野1-2-5）
- 東京洪誠病院（栗原4-11-1）
- 大内病院（西新井5-41-11)
- 成仁病院（島根3-2-1)
- 東京女子医科大学附属足立医療センター (江北4-33-1)

### 郵便局
- 足立青井郵便局
- 足立旭町郵便局
- 足立綾瀬郵便局
- 足立伊興二郵便局
- 足立一郵便局
- 足立入谷郵便局
- 足立梅島郵便局
- 足立梅田郵便局
- 足立大川町郵便局
- 足立大谷田団地内郵便局
- 足立興野郵便局
- 足立北郵便局
- 足立栗原北郵便局
- 足立江北郵便局
- 足立江北四郵便局
- 足立古千谷郵便局
- 足立佐野郵便局
- 足立三郵便局
- 足立鹿浜八郵便局
- 足立鹿浜郵便局
- 足立島根郵便局
- 足立新田郵便局
- 足立関原郵便局
- 足立竹の塚郵便局
- 足立中央本町郵便局
- 足立椿郵便局
- 足立東和二郵便局
- 足立東和郵便局
- 足立舎人郵便局
- 足立中居郵便局
- 足立中川郵便局
- 足立仲町郵便局
- 足立西綾瀬郵便局
- 足立西新井栄町郵便局
- 足立西新井二郵便局
- 足立西新井本町郵便局
- 足立西新井郵便局
- 足立西伊興郵便局
- 足立西加平郵便局
- 足立西竹の塚郵便局
- 足立西保木間郵便局
- 足立西郵便局
- 足立花畑一郵便局
- 足立花畑五郵便局
- 足立花畑郵便局
- 足立東綾瀬郵便局
- 足立東伊興郵便局
- 足立ひとつや郵便局
- 足立保木間郵便局
- 足立保木間四郵便局
- 足立宮城郵便局
- 足立宮元町郵便局
- 足立六木郵便局
- 足立本木一郵便局
- 足立本木郵便局
- 足立谷中三郵便局
- 足立谷中郵便局
- 足立柳原郵便局
- 足立郵便局
- 足立六町郵便局
- 綾瀬駅前郵便局
- 北千住郵便局
- 千住河原郵便局
- 千住竜田郵便局
- 西新井駅前郵便局
- 花畑西郵便局
- 六月町郵便局

## 対外関係

### 姉妹都市・提携都市

#### 海外
姉妹都市
- ベルモント市（オーストラリア連邦 西オーストラリア州）
  - 1984年（昭和59年）10月1日 - 姉妹都市提携。

#### 国内
提携都市
- 山ノ内町（中部地方 長野県 下高井郡）
  - 1982年（昭和57年）10月1日 - 友好都市提携。
- 魚沼市（中部地方 新潟県）
  - 1982年（昭和57年）- 旧小出町と友好提携。2005年（平成17年）- 再度友好都市提携。
- 鹿沼市（関東地方 栃木県）
  - 1992年（平成4年）10月 - 友好都市提携。

## 経済

### 本社を置く企業
- エナリス
- 日立自動車交通
- 学生社
- 新日本観光自動車
- 中村鞄製作所
- 星医療酸器
- サンベルクス
- 金龍自動車交通
- ハルタ (企業)
- 江戸一
- 平城苑
- マイクロエレベーター
- 日本カニゼン
- くるまやラーメン
- 東京マルイ
- マツダ映画社
- 日本ロードサービス
- リード工業
- 東京パッセンジャー
- ニッピ
- アークコア
- アダマンド並木精密宝石
- 三浦工務店
- 東武バスセントラル
- 足立成和信用金庫

### かつて足立区に本社を置いていた企業
- 河合商会
- サンエス (菓子卸売企業)
- ウェアハウス (レンタルビデオ店)
- 東京マリン
- トレジャー・ファクトリー
- イトウ製菓
- ホライズンワークス
- イワヤ
- モリタ (鉄道模型メーカー)
- JWPプロデュース
- ジェイコム足立
- メディアボックス (ゲーム会社)
- ヨコモ
- モンテール

## 情報・通信

### マスメディア

#### 放送局
- ケーブルテレビ
  - ジェイコム足立
- インターネット配信
  - 足立区SNS「カメレオン」（2006年03月05日〜2011年8月31日）
  - 足立区民放送（足立FM開局準備会）（2009年7月4日〜
  - 千住から世界に発信！インターネット放送局Ｃwave（シーウェイブ）（2013年7月1日〜

#### 広報
- 広報紙
  - あだち広報
  - 公社ニュース「ときめき」
- タウン誌
  - 足立朝日
  - 足立よみうり新聞
  - 町雑誌「千住」
  - 竹の塚百景

## 生活基盤

### ライフライン

#### 電力
- 東京電力

#### ガス
- 東京ガス

#### 上下水道
上水道
- 東京都水道局足立営業所

下水道
- 東京都下水道局東部第二下水道事務所足立出張所

#### 電信
- 足立電話局
- 西新井電話局
- 竹の塚電話局
- 東京綾瀬電話局
- 梅島電報電話局

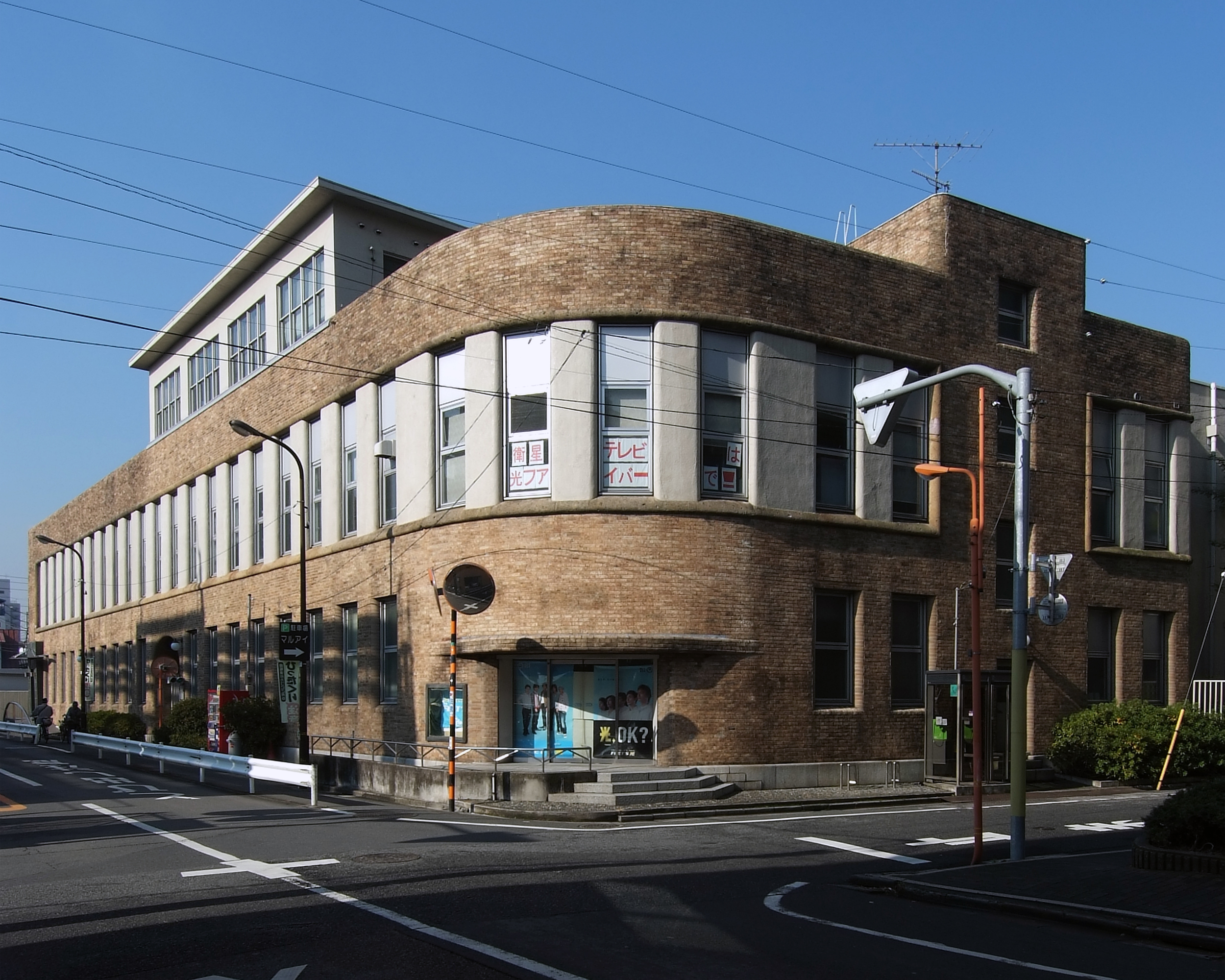
NTT東日本千住ビル

- NTT東日本千住ビル（旧千住郵便局電話事務室）北千住にある昭和初期の近代建築

#### ゴミ処理
- 足立清掃工場

#### 災害拠点
- 東京都災害拠点病院 - 317床
- 避難所数 - 159ヵ所
- 避難所収容人員 - 157,231人
- 給水拠点確保水量 - 7,500m3
- 屋外拡声器 - 183ヵ所
- 備蓄倉庫数 - 109ヵ所
- 街頭消火器 - 約8,800本
- 消防ポンプ車数 - 30台
- 救急車数 - 12台1

## 教育

### 大学
当区に最初に開設された大学は、1993年の放送大学東京足立学習センターである。それ以前は当区に大学はなく、2000年になってもキャンパスを有する大学はなかった。
しかし、2006年に東京芸術大学のキャンパスが設置されてからは大学の開校・移転が相次ぎ、2007年に東京未来大学が開校、2010年に帝京科学大学が移転、2012年に東京電機大学が移転した。ここまでに設置された大学はいずれも千住地区に所在しているが、2021年に文教大学が花畑地区に設置された。
足立区は単なる大学誘致に留まらず、文化・産業・芸術新都心構想を策定し、各大学の特色を活かした連携事業を数多く行っている。
- 放送大学　東京足立学習センター
  - 足立区生涯学習総合施設（学びピア21）に併設。
- 東京芸術大学 千住キャンパス
  - 旧足立区立千寿小学校の跡地に開校。
- 東京未来大学
  - 足立区立第二中学校の跡地に開校。
- 帝京科学大学 千住キャンパス
  - 足立区立元宿小学校の跡地に開校。
- 東京電機大学 東京千住キャンパス
  - 日本たばこ産業社宅の跡地に開校。
  - 北千住駅東口に近接しており、高層マンションなどを建設することで計画が決定していた地区であったが、都市計画を大幅に変更して開校に至った。
- 文教大学 東京あだちキャンパス
  - 花畑団地・団地再生プロジェクトのA街区およびB街区に開校。

### 区立学校の特色
- 足立区立五反野小学校は、地域、保護者、学校の3者による「学校理事会」が運営方針を協議する「コミュニティスクール」に指定された。教員公募制を2005年度から実施するなど先駆的な取り組みを行っている。
- 興本小学校と扇中学校は、2006年度より小中一貫教育校として9年間教育を行う公立学校「足立区立興本扇学園」となった。
- 新田小学校と新田中学校は、2010年度より小中一貫教育校として9年間教育を行う公立学校「足立区立新田学園」となった。

## 交通

### 鉄道
足立区の鉄道は8路線が通る。中央部を東武伊勢崎線（東武スカイツリーライン）、東部をつくばエクスプレスがそれぞれ南北に縦断し、南東部を常磐線が葛飾区との境界部を掠める。これらの3路線と東京メトロ日比谷線、東京メトロ千代田線を合わせた5路線が北千住駅を経由する。同駅の一日平均乗降人員は世界6位の約160万人（2018年）であり、足立区を代表するターミナル駅である。
西部は新交通システムである日暮里・舎人ライナーが南北に縦断し、足立区最大の公園である舎人公園へのアクセス路線となっている。荒川と隅田川に挟まれた南部は京成本線が東西に横断し、これらの2路線と常磐線は日暮里駅を経由する。
西新井大師へのアクセス路線となっている東武大師線はわずか1.0 kmの路線であり、全線が単線である。

#### 鉄道路線
東日本旅客鉄道（JR東日本）
- 常磐線
  - 北千住駅 - 綾瀬駅

東武鉄道
- 伊勢崎線（東武スカイツリーライン）
  - 堀切駅 - 牛田駅 - 北千住駅 - 小菅駅 - 五反野駅 - 梅島駅 - 西新井駅 - 竹ノ塚駅
- 大師線（全線区内）
  - 西新井駅 - 大師前駅

京成電鉄
- 本線
  - 千住大橋駅 - 京成関屋駅

東京地下鉄（東京メトロ）
- 日比谷線
  - 北千住駅
- 千代田線
  - 北千住駅 - 綾瀬駅 - 北綾瀬駅

首都圏新都市鉄道
- つくばエクスプレス
  - 北千住駅 - 青井駅 - 六町駅

東京都交通局
- 日暮里・舎人ライナー
  - 足立小台駅 - 扇大橋駅 - 高野駅 - 江北駅 - 西新井大師西駅 - 谷在家駅 - 舎人公園駅 - 舎人駅 - 見沼代親水公園駅

#### 未成線
- 東武西板線：西新井駅から大師前駅を経由して板橋区の東上線上板橋駅まで結ぶ計画だった。大師線はその名残りである。

#### 計画・構想段階
- メトロセブン：環七通り沿線の各地域を東西に結ぶ計画
- 池袋・竹ノ塚新線：豊島区の池袋駅から竹ノ塚駅間を結ぶ計画
- 延伸計画〔地下鉄8号線（有楽町線）〕が、「2015年までに整備し着手するのが適当である路線」と位置づけられている。→東京直結鉄道

#### かつて通っていた鉄道
- 千住馬車鉄道 - 千住から粕壁（現在の埼玉県春日部市粕壁3丁目最勝院付近）まで
- 草加馬車鉄道 - 千住から越ヶ谷大沢（現在の埼玉県越谷市大沢付近）まで

### バス

#### 路線バス
- コミュニティバス：「はるかぜ」としてバス事業者4社が9路線を運行。

- 都営バス
- 東武バスセントラル
- 国際興業バス
- 京成バス・京成バス東京

### 道路

#### 高速道路
- 首都高速道路
  - 三郷線：加平出入口
  - 中央環状線：千住新橋出入口、扇大橋出入口、江北JCT
  - 川口線：江北JCT、鹿浜橋出入口、加賀出入口、足立入谷出入口

#### 国道

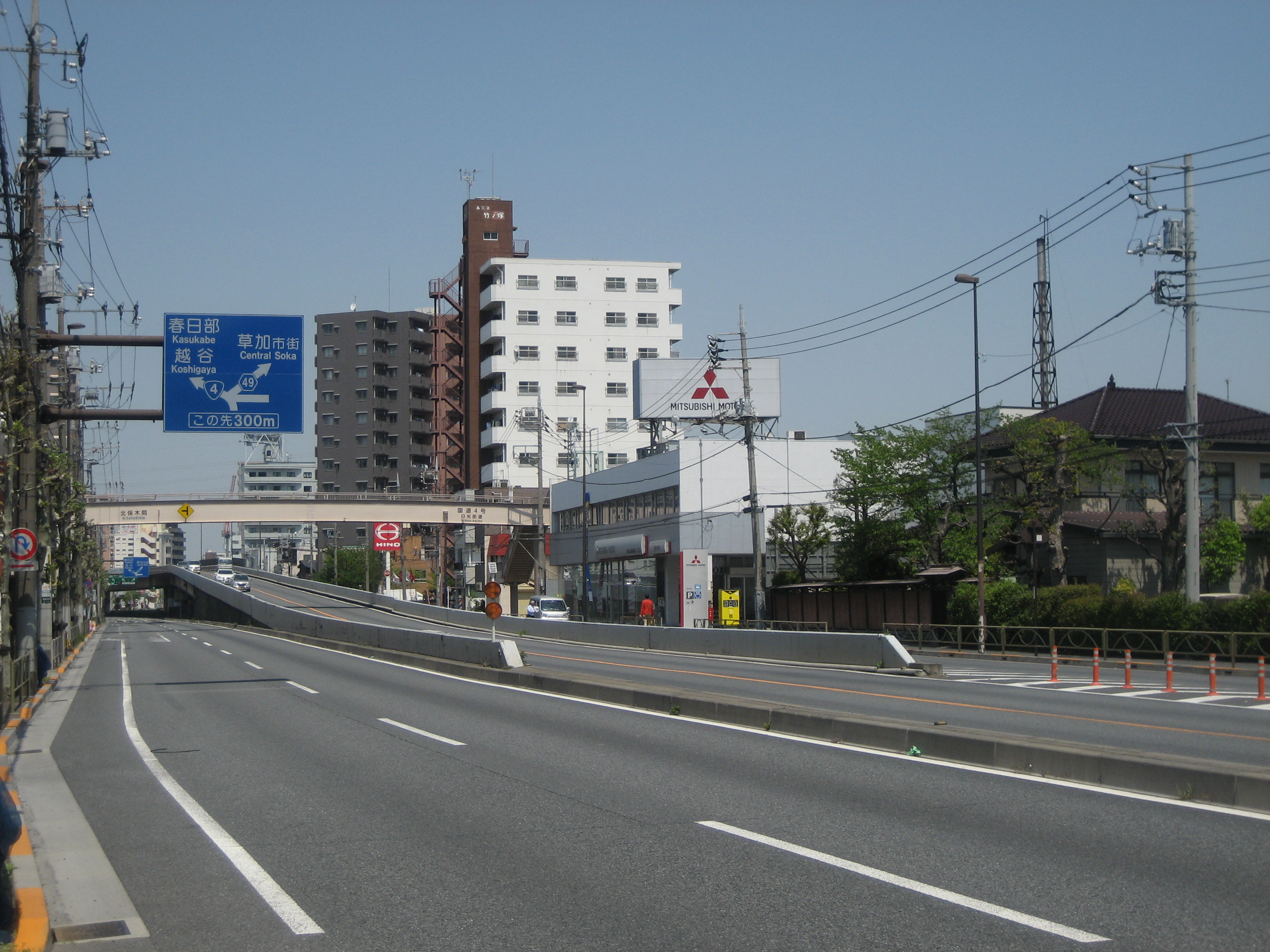
国道4号線

- 国道4号
  - 日光街道（都市計画道路放射12号）
  - 草加バイパス

#### 都道
- 東京都道49号足立越谷線
- 環七通り（東京都道318号環状七号線 都市計画道路環状7号）
- 尾久橋通り（東京都道58号台東川口線 都市計画道路放射11号）
- 尾竹橋通り（東京都道461号吾妻橋伊興町線・東京都道313号上野尾竹橋線 都市計画道路補助100号）
- 墨堤通り（東京都道461号吾妻橋伊興町線 都市計画道路補助119号）
- 平和橋通り（東京都道308号千住小松川葛西沖線・東京都道450号新荒川葛西堤防線重複 都市計画道路補助113号）
- 自転車道（サイクリングロード）など
  - 芝川自転車道

### 航路

#### 水上バス
- 東京都公園協会
  - 東京水辺ライン：千住発着場

### ナンバープレート
足立区は、足立ナンバー（東京運輸支局）を割り当てられている。
足立ナンバー割り当て地域
- 足立区・台東区・墨田区・荒川区。

## 観光

### 名所・旧跡

#### 神社
稲荷神社
- 柳原稲荷神社（柳原）
- 西之宮稲荷神社（足立）
- 元宿堰稲荷神社（千住桜木）
- 柳野稲荷神社（佐野）
- 箭弓稲荷神社（千住大川町）
- 河原町稲荷神社（千住河原町）
- 橋戸稲荷神社（千住橋戸町）
- 稲荷神社（綾瀬）
- 佐竹稲荷神社（梅田）
- 稲荷神社（辰沼）
- 稲荷神社（加賀）
- 稲荷神社（東和）
- 稲荷神社（谷中一丁目）
- 稲荷神社（谷中四丁目）
- 稲荷神社（梅島）
- 稲荷神社（一ッ家）
- 稲荷神社（本木北町）
- 稲荷神社（青井）
- 稲荷神社（神明）
- 稲荷神社（江北）
- 稲荷神社（新田）
- 稲荷神社（西綾瀬）
- 稲荷神社（皿沼）

氷川神社
- 千住氷川神社（千住仲町）
- 千住本氷川神社（千住三丁目）
- 江北氷川神社（江北）
- 栗原氷川神社（栗原）
- 氷川神社（西保木間）
- 氷川神社（本木西町）
- 氷川神社（西新井本町）
- 氷川神社（堀之内）
- 氷川神社（宮城）
- 氷川神社（鹿浜）
- 氷川神社（中川）
- 氷川神社（東伊興）
- 氷川神社（古千谷本町）
- 氷川神社（入谷町）
- 氷川神社（千住大川町）
- 氷川神社（舎人）
- 氷川神社（鹿浜）
- 氷川神社（綾瀬）
- 氷川神社（千住四丁目）

熊野神社
- 熊野神社（本木南町）

八幡神社
- 六月八幡神社（六月）
- 八幡神社（本木南町）
- 八幡神社（鹿浜）
- 八幡神社（中川）
- 八幡神社（伊興）
- 八幡神社（千住宮元町）
- 八幡神社（関原）

神明神社・天祖神社
- 梅田神明宮（梅田）
- 天祖神社（加平）
- 天祖神社（神明）
- 天祖神社（鹿浜）
- 天祖神社（小台）

浅間神社
- 浅間神社（花畑）
- 浅間神社（西新井）

赤城神社
- 赤城神社（谷在家）

御嶽神社
- 御嶽神社（本木東町）
- 御嶽神社（扇）
- 御嶽神社（興野）

諏訪神社
- 諏訪神社（西新井）
- 諏訪神社（六木）

北野神社、天神社、天満宮
- 北野神社（鹿浜）
- 北野神社（本木南町）
- 北野神社（入谷町）
- 北野神社（江北）
- 北野神社（綾瀬）
- 北野神社（西新井）

大鳥・大鷲・鷲神社
- 大鷲神社（花畑）
- 鷲神社（島根）

胡録神社
- 胡録神社（本木南町）
- 胡録神社（西新井本町）

金刀比羅神社
- 干潮金刀比羅宮（千住橋戸町）

日枝・日吉・山王神社
- 山王神社（保木間）

愛宕神社
- 愛宕神社（青井）

その他の神社
- 千住神社（千住宮元町）
- 竹塚神社（竹の塚）
- 西加平神社（西加平）
- 元宿神社（千住元町）
- 蒲原神社（東和）
- 三嶋神社（扇）
- 雷神社（西新井）
- 興野神社（興野）
- 中曽根神社（本木）
- 六町神社（六町）

#### 寺院
- 西新井大師（西新井）
- 勝専寺（千住）
- 木余り 性翁寺（扇）
- 東岳寺（伊興本町）
- 法受寺（東伊興）
- 吉祥院（本木西町）
- 炎天寺（六月）
- 国土安穏寺（島根）

### 観光スポット

#### 公園
- 舎人公園
- 東綾瀬公園
- 都市農業公園
- ベルモント公園
- 元淵江公園
- 五反野親水緑道
- 上沼田東公園
- 宮城ゆうゆう公園
- 柳原千草園
- 桑袋ビオトープ公園

#### ホール・文化施設
- 東京武道館
- 足立区総合スポーツセンター
- ギャラクシティ
  - 西新井文化ホール
  - こども未来創造館

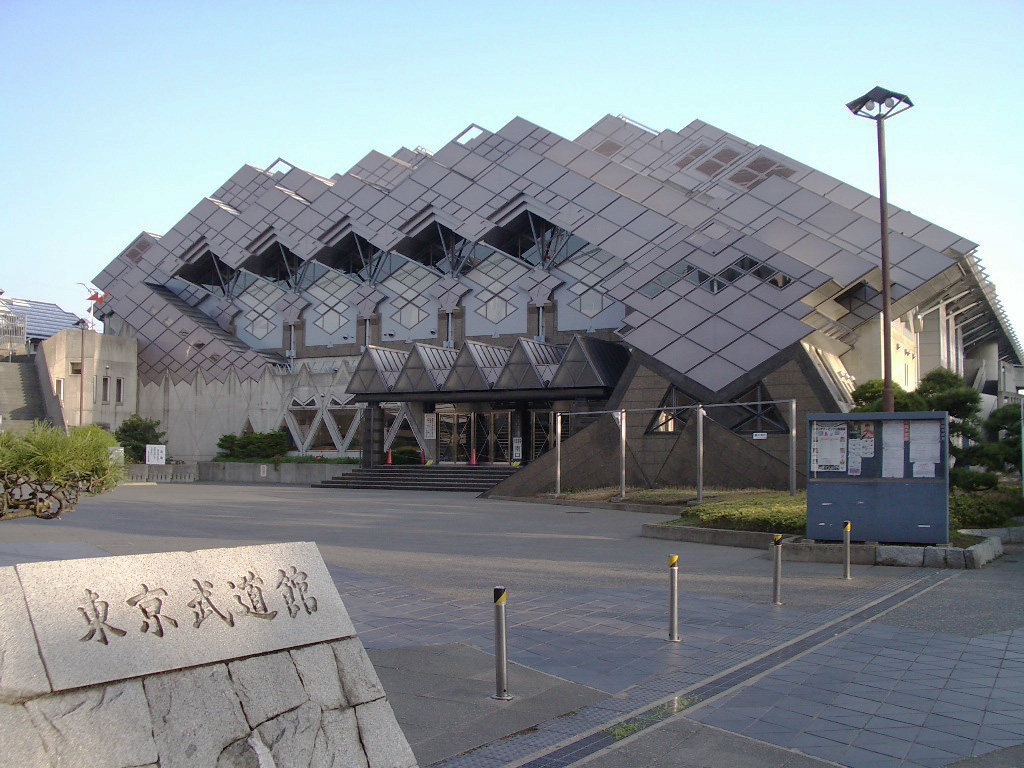
東京武道館

- シアター1010（シアターセンジュ） - 「1010」とは「千十」すなわち所在地である「千住」のもじりである。また、シアターの入っている建物の名称「ミルディス」はフランス語で「1010」のことである。
- 足立区立郷土博物館
- 足立区生物園（元淵江公園内）
- あだち産業芸術プラザ
  - 東京芸術センター
    - 天空劇場
    - シネマ　ブルースタジオ
- 石洞美術館
- わたなべ音楽堂＜ベルネザール＞
- 六町ミュージアム・フローラ

## 文化・名物

### 祭事・催事
1月
- 千寿七福神めぐり

4月
- 春の花火と千本桜まつり（舎人公園）

6月
- しょうぶまつり（しょうぶ沼公園、東綾瀬公園）

7月
- 足立の花火（荒川河川敷）

9月
- 鹿浜獅子舞
- 島根ばやし（島根鷲神社）

10月
- あだち区民まつり A-Festa（荒川河川敷）
- 北足立市場まつり

11月
- 大鷲神社酉の市（花畑大鷲神社）

12月
- 光の祭典

### 名産・特産
- もんじゃ
- 文化フライ
- 草団子
- 甘味かどや（たいやき）
- こぶつゆラーメン

### 団体

#### 地域学術研究団体
- 郷土史研究
  - 足立史談会
  - 野新田桜草の会

#### 芸術団体
- 管弦楽団
  - 足立シティオーケストラ
- 吹奏楽団
  - 足立吹奏楽団
  - 足立ジュニア吹奏楽団
- 合唱団
  - 足立区民合唱団
  - 東京足立少年少女合唱団

## 出身関連著名人
※原則、居住者については割愛し、特筆ない限り足立区出身者を示す。（区域に北千住、綾瀬などの住宅地があり、著名人が多数居住しているため）

### 出身著名人
芸能
- アイスマン福留（コンビニアイス評論家）
- 赤間直哉（俳優、元Ya-Ya-yah〈ジャニーズJr.〉）
- 渥美二郎（歌手）
- 天野新士（俳優）
- あらぽん（元ANZEN漫才、お笑い芸人）
- 安藤秀樹（シンガーソングライター）
- 猪狩蒼弥（KEY TO LIT〈ジュニア〉、元HiHi Jets）[18]
- 上原さくら（タレント）
- 遠藤直人（元忍者）
- 大島麻衣（タレント、歌手、元AKB48）※千葉県野田市育ち
- 大谷直子（女優）
- 小川眞由美（女優）
- 小川類（作曲家）
- 小田柚葉（Girls²）
- 小野正利（歌手）
- 岸田健作（タレント、10代目いいとも青年隊 With T）
- 木村カエラ（歌手・ファッションモデル、タレント）
- Keita★No.1（AV監督、SODクリエイト所属）
- KENJI03（ミュージシャン）
- 後藤友香里（タレント、グラビアアイドル、歌手、ダンサー、新体操選手、元AAA）
- 小松亮太（バンドネオン奏者）
- 佐藤道朗（音楽家〈パンクミュージック〉）
- 真田佑馬（7ORDER、元ジャニーズJr.）
- 下町シンガーつっちょ（歌手）
- 下町ノ夏（歌手）
- SILVA（歌手）
- 純（お笑い芸人、しずる）
- すどうかづみ（女優・歌手・タレント）
- 須藤公一（俳優）
- スマイリーキクチ（お笑い芸人）
- 高田将司（俳優、ジャパンアクションエンタープライズ）
- 高橋広樹（声優、歌手）
- 高山みなみ（声優）
- 田口智治（元C-C-B、キーボーディスト）
- 辰巳智秋（俳優）
- 田中俊亮（作曲家、編曲家、作詞家、ギタリスト）
- 田中好子（女優・元キャンディーズ）
- ですよ。（お笑い芸人〈吉本興業〉）
- なうい洋一（歌手）
- 夏八木勲（俳優）
- 西尾拓美（元CHA-CHA）
- HAMACHI（俳優、タップダンサー）
- 林家たけ平（落語家）
- 林家なな子 (落語家)
- 原田芳雄（俳優）
- 原田龍二（俳優）
- 波瑠（女優、モデル）
- 晴乃チック（漫才師、晴乃チック・タックのツッコミ担当）
- 陽月華（元宝塚歌劇団宙組トップ娘役）
- ビートたけし（コメディアン、司会者、映画監督）
- 雛形あきこ（タレント、女優）
- 平沢進（音楽家（テクノミュージック））
- 廣瀬洋一（ベーシスト、THE YELLOW MONKEY）
- 布施博（俳優）
- 堀口茉純（女優）
- 前川泰之（俳優）
- 前田健（お笑い芸人、ものまねタレント）
- みやぞん（元ANZEN漫才、お笑い芸人）
- 本宮泰風（俳優）
- 山口元親（歌手）
- 山崎樹範（俳優）
- 山崎千裕（トランペット奏者）

文学
- あまねそう（歌人）
- 天野祐吉（コラムニスト・編集者）
- 羽海野チカ（漫画家）
- 浦沢義雄（脚本家）
- 加賀山耕一（作家）
- 梶よう子（作家）
- 早乙女勝元（作家）
- 平野耕太（漫画家）
- 増田みず子（作家）
- 諸星大二郎（漫画家）

美術
- 岡部好（写真家）
- 永沢まこと（画家・イラストレーター）

スポーツ
- 吉岡雄二（元プロ野球選手）
- 清水隆行（元プロ野球選手）
- 上野貴久（元プロ野球選手）
- 上野大樹（元プロ野球選手）
- 大場翔太（元プロ野球選手）
- 吉本祥二（元プロ野球選手）
- 斎藤雅樹（元プロ野球選手）
- 秋吉亮（元プロ野球選手）
- 清水昇（プロ野球選手）
- 吉村貢司郎（プロ野球選手）
- アドゥ ブライト 健太（プロ野球選手）
- 野里慶士郎（プロ野球選手）
- 工藤壮人（プロサッカー選手）
- 小泉慶（プロサッカー選手）
- 杉岡大暉[19]（プロサッカー選手）
- 山崎健太（プロサッカー選手）
- 山下杏也加（女子サッカー選手）
- 佐久間寛志（JRA騎手）
- 浅井えり子（女子陸上競技長距離走・マラソン選手）
- 風見尚（男子陸上競技長距離走・ウルトラマラソン選手、ウルトラマラソン世界記録保持者）
- 栃東大裕（元大相撲力士、現玉ノ井親方）
- 富士東和佳（大相撲力士）
- 宇多川勝太郎（元大相撲力士）
- 森且行（オートレース選手・元SMAP）
- 鈴木学（元レーシングドライバー、自動車評論家）
- 藍野美穂（元ガールズケイリン選手）
- 牛久絢太郎（総合格闘家）
- 佐藤光芳（総合格闘家）
- CORO（総合格闘家）
- 中村大介（総合格闘家）
- 平田直樹（総合格闘家）
- 平本丈（総合格闘家）
- 平本蓮（総合格闘家）
- しなしさとこ（女性総合格闘家）
- 平田樹（女性総合格闘家）
- 井上岳志（プロボクサー）
- 武居由樹（プロボクサー）
- 坂間叶夢（元プロボクサー）
- 柴田直子（女子プロボクサー）
- 井原良太郎（キックボクサー）
- 大沢文也（キックボクサー）
- 武田幸三（キックボクサー）
- AKARI（女子キックボクサー）
- 井土徹也（プロレスラー）
- 登坂栄児（プロレス関係者・大日本プロレス）
- 内藤哲也（プロレスラー・新日本プロレス）
- BUSHI（プロレスラー・新日本プロレス）
- 保永昇男 (プロレスラー・レフェリー)
- 和田京平（プロレスレフェリー・全日本プロレス）
- 廣田真優（女子プロゴルファー）
- 森ひかる（トランポリン競技）
- 佐橋朋木（ライフル射撃監督）

報道
- 一橋忠之（NHKアナウンサー）
- 内田嶺衣奈（フジテレビアナウンサー）
- 菊竹桃香（フリーアナウンサー）
- 鯨岡仁（朝日新聞記者）
- 五月女舞香（青森テレビアナウンサー）
- 鈴木健（日本テレビアナウンサー）
- 須田慎一郎（経済ジャーナリスト）
- 昼間敬仁（NHKアナウンサー）
- 藤木千穂（文化放送アナウンサー）

学者
- 池田清彦 (早稲田大学名誉教授、山梨大学名誉教授、理学博士)
- 北野大（ビートたけしの兄、淑徳大学人文学部表現学科教授、元明治大学理工学部教授、工学博士、コメンテーター）
- 佐橋亮（東京大学東洋文化研究所准教授兼東京大学未来ビジョン研究センター准教授）
- 友部謙一（一橋大学大学院経済学研究科教授、経済学博士、足立区立梅島第二小学校卒業）

文化人
- 大野八一雄（将棋棋士）
- 川上猛（将棋棋士）
- 窪田義行（将棋棋士）
- 和田静郎（美容研究家）

経済界
- 宇田川憲一（東ソー社長、電気化学会会長、相模中央化学研究所理事長）
- 溝口勇児（起業家、投資家）

政界
- 鴨下一郎（医師、衆議院議員）
- 高島直樹 (東京都議会議員)

皇室親族
- 栗原菜緒 – 実業家、秋篠宮文仁親王妃文仁親王妃紀子の義妹にして、悠仁親王の叔母。

### ゆかりの人物
- 佐藤江梨子(女優) - 東京都出身。千住生まれ[20]。その後宮城県仙台市へ転居。
- 松鶴家千とせ（漫才師、漫談家、タレント）- 福島県出身。晩年まで在住。